# Llista d'asteroides (24001-25000)
Llista d'asteroides del 24.001 al 25.000, amb data de descoberta i descobridor. És un fragment de la llista d'asteroides completa. Als asteroides se'ls dona un número quan es confirma la seva òrbita, per tant apareixen llistats aproximadament segons la data de descobriment.
Contingut: 24001... 24101... 24201... 24301... 24401... 24501... 24601... 24701... 24801... 24901... 

| Nom                      | Designació provisional | Data de descobriment    | Descobridor/s                                          |
| 24001-24100              | 24001-24100            | 24001-24100             | 24001-24100                                            |
| ------------------------ | ---------------------- | ----------------------- | ------------------------------------------------------ |
| 24001 -                  | 1999 RK34              | 10 de setembre del 1999 | K. Korlević                                            |
| 24002 -                  | 1999 RR35              | 11 de setembre del 1999 | K. Korlević                                            |
| 24003 -                  | 1999 RG36              | 12 de setembre del 1999 | K. Korlević                                            |
| 24004 -                  | 1999 RQ57              | 7 de setembre del 1999  | LINEAR                                                 |
| 24005 -                  | 1999 RB59              | 7 de setembre del 1999  | LINEAR                                                 |
| 24006 -                  | 1999 RQ86              | 7 de setembre del 1999  | LINEAR                                                 |
| 24007 -                  | 1999 RE91              | 7 de setembre del 1999  | LINEAR                                                 |
| 24008 -                  | 1999 RF94              | 7 de setembre del 1999  | LINEAR                                                 |
| 24009 -                  | 1999 RX98              | 7 de setembre del 1999  | LINEAR                                                 |
| 24010 -                  | 1999 RR104             | 8 de setembre del 1999  | LINEAR                                                 |
| 24011 -                  | 1999 RR109             | 8 de setembre del 1999  | LINEAR                                                 |
| 24012 -                  | 1999 RO111             | 9 de setembre del 1999  | LINEAR                                                 |
| 24013 -                  | 1999 RR113             | 9 de setembre del 1999  | LINEAR                                                 |
| 24014 -                  | 1999 RB118             | 9 de setembre del 1999  | LINEAR                                                 |
| 24015 -                  | 1999 RK123             | 9 de setembre del 1999  | LINEAR                                                 |
| 24016 -                  | 1999 RK126             | 9 de setembre del 1999  | LINEAR                                                 |
| 24017 -                  | 1999 RN126             | 9 de setembre del 1999  | LINEAR                                                 |
| 24018 -                  | 1999 RU134             | 9 de setembre del 1999  | LINEAR                                                 |
| 24019 -                  | 1999 RX137             | 9 de setembre del 1999  | LINEAR                                                 |
| 24020 -                  | 1999 RV142             | 9 de setembre del 1999  | LINEAR                                                 |
| 24021 -                  | 1999 RT143             | 9 de setembre del 1999  | LINEAR                                                 |
| 24022 -                  | 1999 RA144             | 9 de setembre del 1999  | LINEAR                                                 |
| 24023 -                  | 1999 RX147             | 9 de setembre del 1999  | LINEAR                                                 |
| 24024 -                  | 1999 RY159             | 9 de setembre del 1999  | LINEAR                                                 |
| 24025 -                  | 1999 RV164             | 9 de setembre del 1999  | LINEAR                                                 |
| 24026 -                  | 1999 RN175             | 9 de setembre del 1999  | LINEAR                                                 |
| 24027 -                  | 1999 RP176             | 9 de setembre del 1999  | LINEAR                                                 |
| 24028 -                  | 1999 RP182             | 9 de setembre del 1999  | LINEAR                                                 |
| 24029 -                  | 1999 RT198             | 10 de setembre del 1999 | LINEAR                                                 |
| 24030 -                  | 1999 RT206             | 8 de setembre del 1999  | LINEAR                                                 |
| 24031 -                  | 1999 RV207             | 8 de setembre del 1999  | LINEAR                                                 |
| 24032 -                  | 1999 RO212             | 8 de setembre del 1999  | LINEAR                                                 |
| 24033 -                  | 1999 RY238             | 8 de setembre del 1999  | CSS                                                    |
| 24034 -                  | 1999 SF2               | 22 de setembre del 1999 | K. Korlević                                            |
| 24035 -                  | 1999 SJ2               | 22 de setembre del 1999 | K. Korlević                                            |
| 24036 -                  | 1999 SP4               | 29 de setembre del 1999 | K. Korlević                                            |
| 24037 -                  | 1999 SB7               | 29 de setembre del 1999 | LINEAR                                                 |
| 24038 -                  | 1999 SL8               | 29 de setembre del 1999 | LINEAR                                                 |
| 24039 -                  | 1999 SS8               | 29 de setembre del 1999 | LINEAR                                                 |
| 24040 -                  | 1999 ST8               | 29 de setembre del 1999 | LINEAR                                                 |
| 24041 -                  | 1999 SO10              | 30 de setembre del 1999 | LINEAR                                                 |
| 24042 -                  | 1999 SY11              | 30 de setembre del 1999 | CSS                                                    |
| 24043 -                  | 1999 SD13              | 30 de setembre del 1999 | LINEAR                                                 |
| 24044 -                  | 1999 SL17              | 30 de setembre del 1999 | LINEAR                                                 |
| 24045 -                  | 1999 ST18              | 30 de setembre del 1999 | LINEAR                                                 |
| (24046) Malovany         | 1999 TX3               | 2 d'octubre del 1999    | L. Šarounová                                           |
| 24047 -                  | 1999 TD6               | 6 d'octubre del 1999    | Stroncone                                              |
| (24048) Pedroduque       | 1999 TL11              | 10 d'octubre del 1999   | J. Nomen                                               |
| 24049 -                  | 1999 TZ18              | 15 d'octubre del 1999   | K. Korlević                                            |
| 24050 -                  | 1999 TZ25              | 3 d'octubre del 1999    | LINEAR                                                 |
| 24051 -                  | 1999 TW28              | 4 d'octubre del 1999    | LINEAR                                                 |
| 24052 -                  | 1999 TC33              | 4 d'octubre del 1999    | LINEAR                                                 |
| 24053 -                  | 1999 TS36              | 12 d'octubre del 1999   | LONEOS                                                 |
| 24054 -                  | 1999 TZ37              | 1 d'octubre del 1999    | CSS                                                    |
| 24055 -                  | 1999 TX71              | 9 d'octubre del 1999    | Spacewatch                                             |
| 24056 -                  | 1999 TT73              | 10 d'octubre del 1999   | Spacewatch                                             |
| 24057 -                  | 1999 TG76              | 10 d'octubre del 1999   | Spacewatch                                             |
| 24058 -                  | 1999 TR89              | 2 d'octubre del 1999    | LINEAR                                                 |
| 24059 -                  | 1999 TE94              | 2 d'octubre del 1999    | LINEAR                                                 |
| 24060 -                  | 1999 TQ100             | 2 d'octubre del 1999    | LINEAR                                                 |
| 24061 -                  | 1999 TS100             | 2 d'octubre del 1999    | LINEAR                                                 |
| 24062 -                  | 1999 TF112             | 4 d'octubre del 1999    | LINEAR                                                 |
| 24063 -                  | 1999 TV116             | 4 d'octubre del 1999    | LINEAR                                                 |
| 24064 -                  | 1999 TK119             | 4 d'octubre del 1999    | LINEAR                                                 |
| 24065 -                  | 1999 TW120             | 4 d'octubre del 1999    | LINEAR                                                 |
| 24066 -                  | 1999 TE123             | 4 d'octubre del 1999    | LINEAR                                                 |
| 24067 -                  | 1999 TW152             | 7 d'octubre del 1999    | LINEAR                                                 |
| 24068 -                  | 1999 TR156             | 8 d'octubre del 1999    | LINEAR                                                 |
| 24069 -                  | 1999 TY172             | 10 d'octubre del 1999   | LINEAR                                                 |
| 24070 -                  | 1999 TH173             | 10 d'octubre del 1999   | LINEAR                                                 |
| 24071 -                  | 1999 TS174             | 10 d'octubre del 1999   | LINEAR                                                 |
| 24072 -                  | 1999 TL192             | 12 d'octubre del 1999   | LINEAR                                                 |
| 24073 -                  | 1999 TB198             | 12 d'octubre del 1999   | LINEAR                                                 |
| 24074 -                  | 1999 TE198             | 12 d'octubre del 1999   | LINEAR                                                 |
| 24075 -                  | 1999 TY209             | 14 d'octubre del 1999   | LINEAR                                                 |
| 24076 -                  | 1999 TL223             | 2 d'octubre del 1999    | LINEAR                                                 |
| 24077 -                  | 1999 TD233             | 3 d'octubre del 1999    | LINEAR                                                 |
| 24078 -                  | 1999 TJ240             | 4 d'octubre del 1999    | CSS                                                    |
| 24079 -                  | 1999 TH246             | 8 d'octubre del 1999    | CSS                                                    |
| 24080 -                  | 1999 TU247             | 8 d'octubre del 1999    | CSS                                                    |
| 24081 -                  | 1999 TY247             | 8 d'octubre del 1999    | CSS                                                    |
| 24082 -                  | 1999 TD248             | 8 d'octubre del 1999    | CSS                                                    |
| 24083 -                  | 1999 TM283             | 9 d'octubre del 1999    | LINEAR                                                 |
| 24084 -                  | 1999 TG289             | 10 d'octubre del 1999   | LINEAR                                                 |
| 24085 -                  | 1999 TM291             | 10 d'octubre del 1999   | LINEAR                                                 |
| 24086 -                  | 1999 UT                | 16 d'octubre del 1999   | K. Korlević                                            |
| 24087 -                  | 1999 UT3               | 27 d'octubre del 1999   | L. Lai                                                 |
| 24088 -                  | 1999 UQ5               | 29 d'octubre del 1999   | CSS                                                    |
| 24089 -                  | 1999 UW7               | 29 d'octubre del 1999   | CSS                                                    |
| 24090 -                  | 1999 UY8               | 29 d'octubre del 1999   | CSS                                                    |
| 24091 -                  | 1999 UC9               | 29 d'octubre del 1999   | CSS                                                    |
| 24092 -                  | 1999 UU13              | 29 d'octubre del 1999   | CSS                                                    |
| 24093 -                  | 1999 UM38              | 29 d'octubre del 1999   | LONEOS                                                 |
| 24094 -                  | 1999 UN60              | 31 d'octubre del 1999   | LINEAR                                                 |
| 24095 -                  | 1999 VN                | 2 de novembre del 1999  | T. Stafford                                            |
| 24096 -                  | 1999 VQ2               | 5 de novembre del 1999  | D. K. Chesney                                          |
| 24097 -                  | 1999 VB6               | 5 de novembre del 1999  | T. Kobayashi                                           |
| 24098 -                  | 1999 VC7               | 7 de novembre del 1999  | K. Korlević                                            |
| 24099 -                  | 1999 VF8               | 8 de novembre del 1999  | K. Korlević                                            |
| 24100 -                  | 1999 VH8               | 8 de novembre del 1999  | K. Korlević                                            |
| 24101-24200              |                        |                         |                                                        |
| (24101) Cassini          | 1999 VA9               | 9 de novembre del 1999  | C. W. Juels                                            |
| (24102) Jacquescassini   | 1999 VD9               | 9 de novembre del 1999  | C. W. Juels                                            |
| (24103) Dethury          | 1999 VS9               | 9 de novembre del 1999  | C. W. Juels                                            |
| (24104) Vinissac         | 1999 VZ9               | 9 de novembre del 1999  | C. W. Juels                                            |
| (24105) Broughton        | 1999 VE10              | 9 de novembre del 1999  | C. W. Juels                                            |
| 24106 -                  | 1999 VA12              | 10 de novembre del 1999 | C. W. Juels                                            |
| 24107 -                  | 1999 VS19              | 12 de novembre del 1999 | T. Stafford                                            |
| 24108 -                  | 1999 VL20              | 11 de novembre del 1999 | C. W. Juels                                            |
| 24109 -                  | 1999 VO20              | 11 de novembre del 1999 | C. W. Juels                                            |
| 24110 -                  | 1999 VP20              | 11 de novembre del 1999 | C. W. Juels                                            |
| 24111 -                  | 1999 VY22              | 13 de novembre del 1999 | D. K. Chesney                                          |
| 24112 -                  | 1999 VO23              | 14 de novembre del 1999 | C. W. Juels                                            |
| 24113 -                  | 1999 VQ23              | 14 de novembre del 1999 | C. W. Juels                                            |
| 24114 -                  | 1999 VV23              | 14 de novembre del 1999 | C. W. Juels                                            |
| 24115 -                  | 1999 VH24              | 15 de novembre del 1999 | C. W. Juels                                            |
| 24116 -                  | 1999 VK24              | 15 de novembre del 1999 | C. W. Juels                                            |
| 24117 -                  | 1999 VQ26              | 3 de novembre del 1999  | LINEAR                                                 |
| 24118 -                  | 1999 VX28              | 3 de novembre del 1999  | LINEAR                                                 |
| 24119 -                  | 1999 VB32              | 3 de novembre del 1999  | LINEAR                                                 |
| 24120 -                  | 1999 VR33              | 3 de novembre del 1999  | LINEAR                                                 |
| 24121 -                  | 1999 VV33              | 3 de novembre del 1999  | LINEAR                                                 |
| 24122 -                  | 1999 VW34              | 3 de novembre del 1999  | LINEAR                                                 |
| 24123 -                  | 1999 VU35              | 3 de novembre del 1999  | LINEAR                                                 |
| 24124 -                  | 1999 VH36              | 3 de novembre del 1999  | LINEAR                                                 |
| 24125 -                  | 1999 VS36              | 3 de novembre del 1999  | LINEAR                                                 |
| 24126 -                  | 1999 VC49              | 3 de novembre del 1999  | LINEAR                                                 |
| 24127 -                  | 1999 VZ52              | 3 de novembre del 1999  | LINEAR                                                 |
| 24128 -                  | 1999 VU53              | 4 de novembre del 1999  | LINEAR                                                 |
| 24129 -                  | 1999 VJ62              | 4 de novembre del 1999  | LINEAR                                                 |
| 24130 -                  | 1999 VW63              | 4 de novembre del 1999  | LINEAR                                                 |
| 24131 -                  | 1999 VG65              | 4 de novembre del 1999  | LINEAR                                                 |
| 24132 -                  | 1999 VS67              | 4 de novembre del 1999  | LINEAR                                                 |
| 24133 -                  | 1999 VW67              | 4 de novembre del 1999  | LINEAR                                                 |
| 24134 -                  | 1999 VD70              | 4 de novembre del 1999  | LINEAR                                                 |
| 24135 -                  | 1999 VA71              | 4 de novembre del 1999  | LINEAR                                                 |
| 24136 -                  | 1999 VL72              | 14 de novembre del 1999 | Beijing Schmidt CCD Asteroid Program                   |
| 24137 -                  | 1999 VP72              | 9 de novembre del 1999  | A. Vagnozzi                                            |
| 24138 -                  | 1999 VB81              | 4 de novembre del 1999  | LINEAR                                                 |
| 24139 -                  | 1999 VE89              | 4 de novembre del 1999  | LINEAR                                                 |
| 24140 -                  | 1999 VQ89              | 5 de novembre del 1999  | LINEAR                                                 |
| 24141 -                  | 1999 VN113             | 4 de novembre del 1999  | CSS                                                    |
| 24142 -                  | 1999 VP114             | 9 de novembre del 1999  | CSS                                                    |
| 24143 -                  | 1999 VY124             | 10 de novembre del 1999 | LINEAR                                                 |
| 24144 -                  | 1999 VU137             | 12 de novembre del 1999 | LINEAR                                                 |
| 24145 -                  | 1999 VD154             | 13 de novembre del 1999 | CSS                                                    |
| 24146 -                  | 1999 VY158             | 14 de novembre del 1999 | LINEAR                                                 |
| 24147 -                  | 1999 VH162             | 14 de novembre del 1999 | LINEAR                                                 |
| 24148 -                  | 1999 VM169             | 14 de novembre del 1999 | LINEAR                                                 |
| 24149 -                  | 1999 VL173             | 15 de novembre del 1999 | LINEAR                                                 |
| 24150 -                  | 1999 VN174             | 13 de novembre del 1999 | CSS                                                    |
| 24151 -                  | 1999 VR184             | 15 de novembre del 1999 | LINEAR                                                 |
| 24152 -                  | 1999 VR185             | 15 de novembre del 1999 | LINEAR                                                 |
| 24153 -                  | 1999 VE188             | 15 de novembre del 1999 | LINEAR                                                 |
| 24154 -                  | 1999 VP188             | 15 de novembre del 1999 | LINEAR                                                 |
| 24155 -                  | 1999 VX188             | 15 de novembre del 1999 | LINEAR                                                 |
| 24156 -                  | 1999 VZ188             | 15 de novembre del 1999 | LINEAR                                                 |
| 24157 -                  | 1999 VN192             | 1 de novembre del 1999  | LONEOS                                                 |
| 24158 -                  | 1999 VV192             | 1 de novembre del 1999  | LONEOS                                                 |
| 24159 -                  | 1999 VY192             | 1 de novembre del 1999  | LONEOS                                                 |
| 24160 -                  | 1999 VS207             | 9 de novembre del 1999  | Stroncone                                              |
| 24161 -                  | 1999 VU219             | 5 de novembre del 1999  | LINEAR                                                 |
| (24162) Askaci           | 1999 WD                | 17 de novembre del 1999 | L. Robinson                                            |
| 24163 -                  | 1999 WT1               | 25 de novembre del 1999 | K. Korlević                                            |
| 24164 -                  | 1999 WM3               | 28 de novembre del 1999 | T. Kobayashi                                           |
| 24165 -                  | 1999 WQ3               | 28 de novembre del 1999 | T. Kobayashi                                           |
| 24166 -                  | 1999 WW3               | 28 de novembre del 1999 | T. Kobayashi                                           |
| 24167 -                  | 1999 WC4               | 28 de novembre del 1999 | T. Kobayashi                                           |
| (24168) Hexlein          | 1999 WH9               | 29 de novembre del 1999 | Starkenburg                                            |
| 24169 -                  | 1999 WQ11              | 29 de novembre del 1999 | T. Urata                                               |
| 24170 -                  | 1999 WB13              | 29 de novembre del 1999 | P. Antonini                                            |
| 24171 -                  | 1999 XE1               | 2 de desembre del 1999  | T. Kobayashi                                           |
| 24172 -                  | 1999 XG1               | 2 de desembre del 1999  | T. Kobayashi                                           |
| (24173) SLAS             | 1999 XS1               | 3 de desembre del 1999  | J. M. Roe                                              |
| 24174 -                  | 1999 XZ4               | 4 de desembre del 1999  | CSS                                                    |
| 24175 -                  | 1999 XD5               | 4 de desembre del 1999  | CSS                                                    |
| 24176 -                  | 1999 XP6               | 4 de desembre del 1999  | CSS                                                    |
| 24177 -                  | 1999 XJ7               | 4 de desembre del 1999  | C. W. Juels                                            |
| 24178 -                  | 1999 XL7               | 4 de desembre del 1999  | C. W. Juels                                            |
| 24179 -                  | 1999 XS7               | 4 de desembre del 1999  | C. W. Juels                                            |
| 24180 -                  | 1999 XH8               | 3 de desembre del 1999  | T. Kobayashi                                           |
| 24181 -                  | 1999 XN8               | 2 de desembre del 1999  | Uppsala-DLR Asteroid Survey                            |
| 24182 -                  | 1999 XP11              | 5 de desembre del 1999  | CSS                                                    |
| 24183 -                  | 1999 XV11              | 6 de desembre del 1999  | CSS                                                    |
| 24184 -                  | 1999 XS13              | 5 de desembre del 1999  | LINEAR                                                 |
| 24185 -                  | 1999 XM14              | 3 de desembre del 1999  | Y. Shimizu, T. Urata                                   |
| 24186 -                  | 1999 XL18              | 3 de desembre del 1999  | LINEAR                                                 |
| 24187 -                  | 1999 XO18              | 3 de desembre del 1999  | LINEAR                                                 |
| 24188 -                  | 1999 XS24              | 6 de desembre del 1999  | LINEAR                                                 |
| 24189 -                  | 1999 XR25              | 6 de desembre del 1999  | LINEAR                                                 |
| 24190 -                  | 1999 XT28              | 6 de desembre del 1999  | LINEAR                                                 |
| 24191 -                  | 1999 XK30              | 6 de desembre del 1999  | LINEAR                                                 |
| 24192 -                  | 1999 XM30              | 6 de desembre del 1999  | LINEAR                                                 |
| 24193 -                  | 1999 XF32              | 6 de desembre del 1999  | LINEAR                                                 |
| (24194) Paľuš            | 1999 XU35              | 8 de desembre del 1999  | A. Galád, D. Kalmančok                                 |
| 24195 -                  | 1999 XD36              | 6 de desembre del 1999  | T. Kagawa                                              |
| 24196 -                  | 1999 XG37              | 7 de desembre del 1999  | C. W. Juels                                            |
| 24197 -                  | 1999 XP37              | 7 de desembre del 1999  | Črni Vrh                                               |
| 24198 -                  | 1999 XB39              | 6 de desembre del 1999  | LINEAR                                                 |
| 24199 -                  | 1999 XD39              | 6 de desembre del 1999  | LINEAR                                                 |
| 24200 -                  | 1999 XB40              | 6 de desembre del 1999  | LINEAR                                                 |
| 24201-24300              |                        |                         |                                                        |
| 24201 -                  | 1999 XL40              | 7 de desembre del 1999  | LINEAR                                                 |
| 24202 -                  | 1999 XR42              | 7 de desembre del 1999  | LINEAR                                                 |
| 24203 -                  | 1999 XA46              | 7 de desembre del 1999  | LINEAR                                                 |
| 24204 -                  | 1999 XZ46              | 7 de desembre del 1999  | LINEAR                                                 |
| 24205 -                  | 1999 XC48              | 7 de desembre del 1999  | LINEAR                                                 |
| 24206 -                  | 1999 XH48              | 7 de desembre del 1999  | LINEAR                                                 |
| 24207 -                  | 1999 XJ49              | 7 de desembre del 1999  | LINEAR                                                 |
| 24208 -                  | 1999 XC51              | 7 de desembre del 1999  | LINEAR                                                 |
| 24209 -                  | 1999 XM51              | 7 de desembre del 1999  | LINEAR                                                 |
| 24210 -                  | 1999 XM52              | 7 de desembre del 1999  | LINEAR                                                 |
| 24211 -                  | 1999 XD53              | 7 de desembre del 1999  | LINEAR                                                 |
| 24212 -                  | 1999 XW59              | 7 de desembre del 1999  | LINEAR                                                 |
| 24213 -                  | 1999 XA61              | 7 de desembre del 1999  | LINEAR                                                 |
| 24214 -                  | 1999 XC67              | 7 de desembre del 1999  | LINEAR                                                 |
| 24215 -                  | 1999 XN68              | 7 de desembre del 1999  | LINEAR                                                 |
| 24216 -                  | 1999 XR68              | 7 de desembre del 1999  | LINEAR                                                 |
| 24217 -                  | 1999 XO70              | 7 de desembre del 1999  | LINEAR                                                 |
| 24218 -                  | 1999 XV70              | 7 de desembre del 1999  | LINEAR                                                 |
| 24219 -                  | 1999 XW71              | 7 de desembre del 1999  | LINEAR                                                 |
| 24220 -                  | 1999 XJ72              | 7 de desembre del 1999  | LINEAR                                                 |
| 24221 -                  | 1999 XT73              | 7 de desembre del 1999  | LINEAR                                                 |
| 24222 -                  | 1999 XW74              | 7 de desembre del 1999  | LINEAR                                                 |
| 24223 -                  | 1999 XR76              | 7 de desembre del 1999  | LINEAR                                                 |
| 24224 -                  | 1999 XU76              | 7 de desembre del 1999  | LINEAR                                                 |
| 24225 -                  | 1999 XV80              | 7 de desembre del 1999  | LINEAR                                                 |
| 24226 -                  | 1999 XM81              | 7 de desembre del 1999  | LINEAR                                                 |
| 24227 -                  | 1999 XU86              | 7 de desembre del 1999  | LINEAR                                                 |
| 24228 -                  | 1999 XC87              | 7 de desembre del 1999  | LINEAR                                                 |
| 24229 -                  | 1999 XC90              | 7 de desembre del 1999  | LINEAR                                                 |
| 24230 -                  | 1999 XE90              | 7 de desembre del 1999  | LINEAR                                                 |
| 24231 -                  | 1999 XN91              | 7 de desembre del 1999  | LINEAR                                                 |
| 24232 -                  | 1999 XA92              | 7 de desembre del 1999  | LINEAR                                                 |
| 24233 -                  | 1999 XD94              | 7 de desembre del 1999  | LINEAR                                                 |
| 24234 -                  | 1999 XA95              | 8 de desembre del 1999  | LINEAR                                                 |
| 24235 -                  | 1999 XK95              | 7 de desembre del 1999  | T. Kobayashi                                           |
| 24236 -                  | 1999 XS96              | 7 de desembre del 1999  | LINEAR                                                 |
| 24237 -                  | 1999 XL97              | 7 de desembre del 1999  | LINEAR                                                 |
| 24238 -                  | 1999 XQ97              | 7 de desembre del 1999  | LINEAR                                                 |
| 24239 -                  | 1999 XX97              | 7 de desembre del 1999  | LINEAR                                                 |
| 24240 -                  | 1999 XV99              | 7 de desembre del 1999  | LINEAR                                                 |
| 24241 -                  | 1999 XK100             | 7 de desembre del 1999  | LINEAR                                                 |
| 24242 -                  | 1999 XY100             | 7 de desembre del 1999  | LINEAR                                                 |
| 24243 -                  | 1999 XL101             | 7 de desembre del 1999  | LINEAR                                                 |
| 24244 -                  | 1999 XY101             | 7 de desembre del 1999  | LINEAR                                                 |
| 24245 -                  | 1999 XB102             | 7 de desembre del 1999  | LINEAR                                                 |
| 24246 -                  | 1999 XC102             | 7 de desembre del 1999  | LINEAR                                                 |
| 24247 -                  | 1999 XD105             | 9 de desembre del 1999  | C. W. Juels                                            |
| 24248 -                  | 1999 XU105             | 11 de desembre del 1999 | T. Kobayashi                                           |
| (24249) Bobbiolson       | 1999 XC107             | 4 de desembre del 1999  | CSS                                                    |
| (24250) Luteolson        | 1999 XS109             | 4 de desembre del 1999  | CSS                                                    |
| 24251 -                  | 1999 XL117             | 5 de desembre del 1999  | CSS                                                    |
| 24252 -                  | 1999 XW117             | 5 de desembre del 1999  | CSS                                                    |
| 24253 -                  | 1999 XX120             | 5 de desembre del 1999  | CSS                                                    |
| 24254 -                  | 1999 XB122             | 7 de desembre del 1999  | CSS                                                    |
| 24255 -                  | 1999 XR124             | 7 de desembre del 1999  | CSS                                                    |
| 24256 -                  | 1999 XZ125             | 7 de desembre del 1999  | CSS                                                    |
| 24257 -                  | 1999 XQ126             | 7 de desembre del 1999  | CSS                                                    |
| 24258 -                  | 1999 XH127             | 9 de desembre del 1999  | C. W. Juels                                            |
| 24259 -                  | 1999 XR127             | 12 de desembre del 1999 | R. A. Tucker                                           |
| (24260) Kriváň           | 1999 XW127             | 13 de desembre del 1999 | P. Kušnirák                                            |
| 24261 -                  | 1999 XA130             | 12 de desembre del 1999 | LINEAR                                                 |
| 24262 -                  | 1999 XG133             | 12 de desembre del 1999 | LINEAR                                                 |
| 24263 -                  | 1999 XL133             | 12 de desembre del 1999 | LINEAR                                                 |
| 24264 -                  | 1999 XL143             | 15 de desembre del 1999 | C. W. Juels                                            |
| (24265) Banthonytwarog   | 1999 XU143             | 13 de desembre del 1999 | G. Hug, G. Bell                                        |
| 24266 -                  | 1999 XE144             | 13 de desembre del 1999 | K. Korlević                                            |
| 24267 -                  | 1999 XU144             | 6 de desembre del 1999  | Spacewatch                                             |
| 24268 -                  | 1999 XN156             | 8 de desembre del 1999  | LINEAR                                                 |
| 24269 -                  | 1999 XL157             | 8 de desembre del 1999  | LINEAR                                                 |
| 24270 -                  | 1999 XD158             | 8 de desembre del 1999  | LINEAR                                                 |
| 24271 -                  | 1999 XR159             | 8 de desembre del 1999  | LINEAR                                                 |
| 24272 -                  | 1999 XE165             | 8 de desembre del 1999  | LINEAR                                                 |
| 24273 -                  | 1999 XO166             | 10 de desembre del 1999 | LINEAR                                                 |
| 24274 -                  | 1999 XN167             | 10 de desembre del 1999 | LINEAR                                                 |
| 24275 -                  | 1999 XW167             | 10 de desembre del 1999 | LINEAR                                                 |
| 24276 -                  | 1999 XO169             | 10 de desembre del 1999 | LINEAR                                                 |
| 24277 -                  | 1999 XQ169             | 10 de desembre del 1999 | LINEAR                                                 |
| 24278 -                  | 1999 XZ170             | 10 de desembre del 1999 | LINEAR                                                 |
| 24279 -                  | 1999 XR171             | 10 de desembre del 1999 | LINEAR                                                 |
| 24280 -                  | 1999 XE172             | 10 de desembre del 1999 | LINEAR                                                 |
| 24281 -                  | 1999 XT174             | 10 de desembre del 1999 | LINEAR                                                 |
| 24282 -                  | 1999 XB179             | 10 de desembre del 1999 | LINEAR                                                 |
| 24283 -                  | 1999 XE179             | 10 de desembre del 1999 | LINEAR                                                 |
| 24284 -                  | 1999 XJ183             | 12 de desembre del 1999 | LINEAR                                                 |
| 24285 -                  | 1999 XC188             | 12 de desembre del 1999 | LINEAR                                                 |
| 24286 -                  | 1999 XU188             | 12 de desembre del 1999 | LINEAR                                                 |
| 24287 -                  | 1999 XC189             | 12 de desembre del 1999 | LINEAR                                                 |
| 24288 -                  | 1999 XR189             | 12 de desembre del 1999 | LINEAR                                                 |
| 24289 -                  | 1999 XO190             | 12 de desembre del 1999 | LINEAR                                                 |
| 24290 -                  | 1999 XS190             | 12 de desembre del 1999 | LINEAR                                                 |
| 24291 -                  | 1999 XJ191             | 12 de desembre del 1999 | LINEAR                                                 |
| 24292 -                  | 1999 XV191             | 12 de desembre del 1999 | LINEAR                                                 |
| 24293 -                  | 1999 XW191             | 12 de desembre del 1999 | LINEAR                                                 |
| 24294 -                  | 1999 XE193             | 12 de desembre del 1999 | LINEAR                                                 |
| 24295 -                  | 1999 XX200             | 12 de desembre del 1999 | LINEAR                                                 |
| 24296 -                  | 1999 XW212             | 14 de desembre del 1999 | LINEAR                                                 |
| 24297 -                  | 1999 XZ213             | 14 de desembre del 1999 | LINEAR                                                 |
| 24298 -                  | 1999 XC221             | 14 de desembre del 1999 | LINEAR                                                 |
| 24299 -                  | 1999 XE221             | 14 de desembre del 1999 | LINEAR                                                 |
| 24300 -                  | 1999 XX223             | 13 de desembre del 1999 | Spacewatch                                             |
| 24301-24400              |                        |                         |                                                        |
| 24301 -                  | 1999 XZ233             | 4 de desembre del 1999  | LONEOS                                                 |
| 24302 -                  | 1999 XP242             | 13 de desembre del 1999 | LINEAR                                                 |
| (24303) Michaelrice      | 1999 YY                | 16 de desembre del 1999 | C. W. Juels                                            |
| (24304) Lynnrice         | 1999 YZ                | 16 de desembre del 1999 | C. W. Juels                                            |
| (24305) Darrellparnell   | 1999 YG4               | 26 de desembre del 1999 | G. Hug, G. Bell                                        |
| 24306 -                  | 1999 YE5               | 27 de desembre del 1999 | Y. Ikari                                               |
| 24307 -                  | 1999 YB7               | 30 de desembre del 1999 | LINEAR                                                 |
| (24308) Cowenco          | 1999 YC9               | 29 de desembre del 1999 | G. Hug, G. Bell                                        |
| 24309 -                  | 1999 YF9               | 31 de desembre del 1999 | K. Korlević                                            |
| 24310 -                  | 1999 YT9               | 31 de desembre del 1999 | T. Kobayashi                                           |
| 24311 -                  | 1999 YS15              | 31 de desembre del 1999 | Spacewatch                                             |
| 24312 -                  | 1999 YO22              | 31 de desembre del 1999 | LONEOS                                                 |
| 24313 -                  | 1999 YR27              | 30 de desembre del 1999 | LINEAR                                                 |
| 24314 -                  | 2000 AQ2               | 3 de gener del 2000     | T. Kobayashi                                           |
| 24315 -                  | 2000 AV4               | 4 de gener del 2000     | J. M. Roe                                              |
| 24316 -                  | 2000 AQ11              | 3 de gener del 2000     | LINEAR                                                 |
| 24317 -                  | 2000 AL12              | 3 de gener del 2000     | LINEAR                                                 |
| 24318 -                  | 2000 AE14              | 3 de gener del 2000     | LINEAR                                                 |
| 24319 -                  | 2000 AY15              | 3 de gener del 2000     | LINEAR                                                 |
| 24320 -                  | 2000 AS17              | 3 de gener del 2000     | LINEAR                                                 |
| 24321 -                  | 2000 AO23              | 3 de gener del 2000     | LINEAR                                                 |
| 24322 -                  | 2000 AM43              | 4 de gener del 2000     | Črni Vrh                                               |
| 24323 -                  | 2000 AW49              | 5 de gener del 2000     | P. Pravec, P. Kušnirák                                 |
| 24324 -                  | 2000 AT51              | 4 de gener del 2000     | LINEAR                                                 |
| 24325 -                  | 2000 AB52              | 4 de gener del 2000     | LINEAR                                                 |
| 24326 -                  | 2000 AS53              | 4 de gener del 2000     | LINEAR                                                 |
| 24327 -                  | 2000 AB54              | 4 de gener del 2000     | LINEAR                                                 |
| 24328 -                  | 2000 AF54              | 4 de gener del 2000     | LINEAR                                                 |
| 24329 -                  | 2000 AR56              | 4 de gener del 2000     | LINEAR                                                 |
| 24330 -                  | 2000 AC66              | 4 de gener del 2000     | LINEAR                                                 |
| 24331 -                  | 2000 AL68              | 5 de gener del 2000     | LINEAR                                                 |
| 24332 -                  | 2000 AK69              | 5 de gener del 2000     | LINEAR                                                 |
| 24333 -                  | 2000 AA70              | 5 de gener del 2000     | LINEAR                                                 |
| 24334 -                  | 2000 AL71              | 5 de gener del 2000     | LINEAR                                                 |
| 24335 -                  | 2000 AG76              | 5 de gener del 2000     | LINEAR                                                 |
| 24336 -                  | 2000 AD77              | 5 de gener del 2000     | LINEAR                                                 |
| 24337 -                  | 2000 AF77              | 5 de gener del 2000     | LINEAR                                                 |
| 24338 -                  | 2000 AE80              | 5 de gener del 2000     | LINEAR                                                 |
| 24339 -                  | 2000 AK84              | 5 de gener del 2000     | LINEAR                                                 |
| 24340 -                  | 2000 AP84              | 5 de gener del 2000     | LINEAR                                                 |
| 24341 -                  | 2000 AJ87              | 5 de gener del 2000     | LINEAR                                                 |
| 24342 -                  | 2000 AV87              | 5 de gener del 2000     | LINEAR                                                 |
| 24343 -                  | 2000 AS88              | 5 de gener del 2000     | LINEAR                                                 |
| 24344 -                  | 2000 AB99              | 5 de gener del 2000     | LINEAR                                                 |
| 24345 -                  | 2000 AU99              | 5 de gener del 2000     | LINEAR                                                 |
| 24346 -                  | 2000 AK100             | 5 de gener del 2000     | LINEAR                                                 |
| 24347 -                  | 2000 AF102             | 5 de gener del 2000     | LINEAR                                                 |
| 24348 -                  | 2000 AO102             | 5 de gener del 2000     | LINEAR                                                 |
| 24349 -                  | 2000 AA103             | 5 de gener del 2000     | LINEAR                                                 |
| 24350 -                  | 2000 AJ103             | 5 de gener del 2000     | LINEAR                                                 |
| 24351 -                  | 2000 AD104             | 5 de gener del 2000     | LINEAR                                                 |
| 24352 -                  | 2000 AE104             | 5 de gener del 2000     | LINEAR                                                 |
| 24353 -                  | 2000 AG104             | 5 de gener del 2000     | LINEAR                                                 |
| 24354 -                  | 2000 AA105             | 5 de gener del 2000     | LINEAR                                                 |
| 24355 -                  | 2000 AJ111             | 5 de gener del 2000     | LINEAR                                                 |
| 24356 -                  | 2000 AO114             | 5 de gener del 2000     | LINEAR                                                 |
| 24357 -                  | 2000 AC115             | 5 de gener del 2000     | LINEAR                                                 |
| 24358 -                  | 2000 AV117             | 5 de gener del 2000     | LINEAR                                                 |
| 24359 -                  | 2000 AS118             | 5 de gener del 2000     | LINEAR                                                 |
| 24360 -                  | 2000 AG120             | 5 de gener del 2000     | LINEAR                                                 |
| 24361 -                  | 2000 AK120             | 5 de gener del 2000     | LINEAR                                                 |
| 24362 -                  | 2000 AR120             | 5 de gener del 2000     | LINEAR                                                 |
| 24363 -                  | 2000 AH121             | 5 de gener del 2000     | LINEAR                                                 |
| 24364 -                  | 2000 AK121             | 5 de gener del 2000     | LINEAR                                                 |
| 24365 -                  | 2000 AE124             | 5 de gener del 2000     | LINEAR                                                 |
| 24366 -                  | 2000 AY124             | 5 de gener del 2000     | LINEAR                                                 |
| 24367 -                  | 2000 AC126             | 5 de gener del 2000     | LINEAR                                                 |
| 24368 -                  | 2000 AQ127             | 5 de gener del 2000     | LINEAR                                                 |
| 24369 -                  | 2000 AE132             | 3 de gener del 2000     | LINEAR                                                 |
| 24370 -                  | 2000 AX139             | 5 de gener del 2000     | LINEAR                                                 |
| 24371 -                  | 2000 AC140             | 5 de gener del 2000     | LINEAR                                                 |
| 24372 -                  | 2000 AG140             | 5 de gener del 2000     | LINEAR                                                 |
| 24373 -                  | 2000 AN143             | 5 de gener del 2000     | LINEAR                                                 |
| 24374 -                  | 2000 AV143             | 5 de gener del 2000     | LINEAR                                                 |
| 24375 -                  | 2000 AU144             | 5 de gener del 2000     | LINEAR                                                 |
| 24376 -                  | 2000 AB152             | 8 de gener del 2000     | LINEAR                                                 |
| 24377 -                  | 2000 AO154             | 2 de gener del 2000     | LINEAR                                                 |
| 24378 -                  | 2000 AZ154             | 3 de gener del 2000     | LINEAR                                                 |
| 24379 -                  | 2000 AW158             | 3 de gener del 2000     | LINEAR                                                 |
| 24380 -                  | 2000 AA160             | 3 de gener del 2000     | LINEAR                                                 |
| 24381 -                  | 2000 AA166             | 8 de gener del 2000     | LINEAR                                                 |
| 24382 -                  | 2000 AG169             | 7 de gener del 2000     | LINEAR                                                 |
| 24383 -                  | 2000 AC170             | 7 de gener del 2000     | LINEAR                                                 |
| 24384 -                  | 2000 AR171             | 7 de gener del 2000     | LINEAR                                                 |
| 24385 -                  | 2000 AM172             | 7 de gener del 2000     | LINEAR                                                 |
| 24386 -                  | 2000 AV172             | 7 de gener del 2000     | LINEAR                                                 |
| 24387 -                  | 2000 AB174             | 7 de gener del 2000     | LINEAR                                                 |
| 24388 -                  | 2000 AB175             | 7 de gener del 2000     | LINEAR                                                 |
| 24389 -                  | 2000 AA177             | 7 de gener del 2000     | LINEAR                                                 |
| 24390 -                  | 2000 AD177             | 7 de gener del 2000     | LINEAR                                                 |
| 24391 -                  | 2000 AU178             | 7 de gener del 2000     | LINEAR                                                 |
| 24392 -                  | 2000 AD179             | 7 de gener del 2000     | LINEAR                                                 |
| 24393 -                  | 2000 AG183             | 7 de gener del 2000     | LINEAR                                                 |
| 24394 -                  | 2000 AD186             | 8 de gener del 2000     | LINEAR                                                 |
| 24395 -                  | 2000 AR186             | 8 de gener del 2000     | LINEAR                                                 |
| 24396 -                  | 2000 AS186             | 8 de gener del 2000     | LINEAR                                                 |
| 24397 -                  | 2000 AT186             | 8 de gener del 2000     | LINEAR                                                 |
| 24398 -                  | 2000 AZ187             | 8 de gener del 2000     | LINEAR                                                 |
| 24399 -                  | 2000 AB188             | 8 de gener del 2000     | LINEAR                                                 |
| 24400 -                  | 2000 AF192             | 8 de gener del 2000     | LINEAR                                                 |
| 24401-24500              |                        |                         |                                                        |
| 24401 -                  | 2000 AS192             | 8 de gener del 2000     | LINEAR                                                 |
| 24402 -                  | 2000 AT192             | 8 de gener del 2000     | LINEAR                                                 |
| 24403 -                  | 2000 AX193             | 8 de gener del 2000     | LINEAR                                                 |
| 24404 -                  | 2000 AB194             | 8 de gener del 2000     | LINEAR                                                 |
| 24405 -                  | 2000 AT197             | 8 de gener del 2000     | LINEAR                                                 |
| 24406 -                  | 2000 AR199             | 9 de gener del 2000     | LINEAR                                                 |
| 24407 -                  | 2000 AJ200             | 9 de gener del 2000     | LINEAR                                                 |
| 24408 -                  | 2000 AH214             | 6 de gener del 2000     | Spacewatch                                             |
| 24409 -                  | 2000 AH235             | 5 de gener del 2000     | LINEAR                                                 |
| 24410 -                  | 2000 AZ236             | 5 de gener del 2000     | LINEAR                                                 |
| 24411 -                  | 2000 AU240             | 7 de gener del 2000     | LONEOS                                                 |
| 24412 -                  | 2000 AM243             | 7 de gener del 2000     | LONEOS                                                 |
| 24413 -                  | 2000 AN243             | 7 de gener del 2000     | LONEOS                                                 |
| 24414 -                  | 2000 AJ246             | 13 de gener del 2000    | Beijing Schmidt CCD Asteroid Program                   |
| 24415 -                  | 2000 AA251             | 3 de gener del 2000     | LINEAR                                                 |
| 24416 -                  | 2000 BF2               | 25 de gener del 2000    | K. Korlević                                            |
| 24417 -                  | 2000 BK5               | 27 de gener del 2000    | LINEAR                                                 |
| 24418 -                  | 2000 BA7               | 27 de gener del 2000    | LINEAR                                                 |
| 24419 -                  | 2000 BE16              | 29 de gener del 2000    | LINEAR                                                 |
| 24420 -                  | 2000 BU22              | 29 de gener del 2000    | Spacewatch                                             |
| 24421 -                  | 2000 BQ33              | 30 de gener del 2000    | CSS                                                    |
| 24422 -                  | 2000 CF3               | 2 de febrer del 2000    | LINEAR                                                 |
| 24423 -                  | 2000 CR3               | 2 de febrer del 2000    | LINEAR                                                 |
| 24424 -                  | 2000 CS5               | 2 de febrer del 2000    | LINEAR                                                 |
| 24425 -                  | 2000 CW6               | 2 de febrer del 2000    | LINEAR                                                 |
| 24426 -                  | 2000 CR12              | 2 de febrer del 2000    | LINEAR                                                 |
| 24427 -                  | 2000 CN21              | 2 de febrer del 2000    | LINEAR                                                 |
| 24428 -                  | 2000 CZ26              | 2 de febrer del 2000    | LINEAR                                                 |
| 24429 -                  | 2000 CV27              | 2 de febrer del 2000    | LINEAR                                                 |
| 24430 -                  | 2000 CN35              | 2 de febrer del 2000    | LINEAR                                                 |
| 24431 -                  | 2000 CR45              | 2 de febrer del 2000    | LINEAR                                                 |
| 24432 -                  | 2000 CT48              | 2 de febrer del 2000    | LINEAR                                                 |
| 24433 -                  | 2000 CF83              | 4 de febrer del 2000    | LINEAR                                                 |
| 24434 -                  | 2000 CY112             | 7 de febrer del 2000    | CSS                                                    |
| 24435 -                  | 2000 DN                | 23 de febrer del 2000   | K. Korlević                                            |
| 24436 -                  | 2000 ES56              | 8 de març del 2000      | LINEAR                                                 |
| 24437 -                  | 2000 EW93              | 9 de març del 2000      | LINEAR                                                 |
| 24438 -                  | 2000 EV94              | 9 de març del 2000      | LINEAR                                                 |
| 24439 -                  | 2000 EM144             | 3 de març del 2000      | CSS                                                    |
| 24440 -                  | 2000 FB1               | 26 de març del 2000     | LINEAR                                                 |
| 24441 -                  | 2000 FM29              | 27 de març del 2000     | LONEOS                                                 |
| 24442 -                  | 2000 GM122             | 10 d'abril del 2000     | NEAT                                                   |
| 24443 -                  | 2000 OG                | 21 de juliol del 2000   | LINEAR                                                 |
| 24444 -                  | 2000 OP32              | 30 de juliol del 2000   | LINEAR                                                 |
| 24445 -                  | 2000 PM8               | 2 d'agost del 2000      | C. Veillet                                             |
| 24446 -                  | 2000 PR25              | 4 d'agost del 2000      | LINEAR                                                 |
| 24447 -                  | 2000 QY1               | 24 d'agost del 2000     | LINEAR                                                 |
| 24448 -                  | 2000 QE42              | 24 d'agost del 2000     | LINEAR                                                 |
| 24449 -                  | 2000 QL63              | 28 d'agost del 2000     | LINEAR                                                 |
| (24450) Victorchang      | 2000 QC69              | 29 d'agost del 2000     | J. Broughton                                           |
| 24451 -                  | 2000 QS104             | 28 d'agost del 2000     | LINEAR                                                 |
| 24452 -                  | 2000 QU167             | 31 d'agost del 2000     | LINEAR                                                 |
| 24453 -                  | 2000 QG173             | 31 d'agost del 2000     | LINEAR                                                 |
| 24454 -                  | 2000 QF198             | 29 d'agost del 2000     | LINEAR                                                 |
| 24455 -                  | 2000 QF222             | 21 d'agost del 2000     | LONEOS                                                 |
| 24456 -                  | 2000 RO25              | 1 de setembre del 2000  | LINEAR                                                 |
| 24457 -                  | 2000 RX76              | 6 de setembre del 2000  | LINEAR                                                 |
| 24458 -                  | 2000 RP100             | 5 de setembre del 2000  | LONEOS                                                 |
| 24459 -                  | 2000 RF103             | 5 de setembre del 2000  | LONEOS                                                 |
| 24460 -                  | 2000 RF105             | 7 de setembre del 2000  | LINEAR                                                 |
| 24461 -                  | 2000 SZ3               | 20 de setembre del 2000 | LINEAR                                                 |
| 24462 -                  | 2000 SS107             | 24 de setembre del 2000 | LINEAR                                                 |
| 24463 -                  | 2000 SO123             | 24 de setembre del 2000 | LINEAR                                                 |
| 24464 -                  | 2000 SX124             | 24 de setembre del 2000 | LINEAR                                                 |
| 24465 -                  | 2000 SX155             | 24 de setembre del 2000 | LINEAR                                                 |
| 24466 -                  | 2000 SC156             | 24 de setembre del 2000 | LINEAR                                                 |
| 24467 -                  | 2000 SS165             | 23 de setembre del 2000 | LINEAR                                                 |
| 24468 -                  | 2000 SY221             | 26 de setembre del 2000 | LINEAR                                                 |
| 24469 -                  | 2000 SN287             | 26 de setembre del 2000 | LINEAR                                                 |
| 24470 -                  | 2000 SJ310             | 26 de setembre del 2000 | LINEAR                                                 |
| 24471 -                  | 2000 SH313             | 27 de setembre del 2000 | LINEAR                                                 |
| 24472 -                  | 2000 SY317             | 30 de setembre del 2000 | LINEAR                                                 |
| 24473 -                  | 2000 UK98              | 25 d'octubre del 2000   | LINEAR                                                 |
| 24474 -                  | 2000 VE2               | 1 de novembre del 2000  | LINEAR                                                 |
| 24475 -                  | 2000 VN2               | 1 de novembre del 2000  | LINEAR                                                 |
| 24476 -                  | 2000 WE68              | 29 de novembre del 2000 | C. W. Juels                                            |
| 24477 -                  | 2000 WH87              | 20 de novembre del 2000 | LINEAR                                                 |
| 24478 -                  | 2000 WC145             | 21 de novembre del 2000 | LINEAR                                                 |
| 24479 -                  | 2000 WU157             | 30 de novembre del 2000 | LINEAR                                                 |
| 24480 -                  | 2000 WA191             | 19 de novembre del 2000 | LONEOS                                                 |
| 24481 -                  | 2000 XO9               | 1 de desembre del 2000  | LINEAR                                                 |
| 24482 -                  | 2000 XV49              | 4 de desembre del 2000  | LINEAR                                                 |
| 24483 -                  | 2000 XK50              | 4 de desembre del 2000  | LINEAR                                                 |
| 24484 -                  | 2000 YV49              | 30 de desembre del 2000 | LINEAR                                                 |
| 24485 -                  | 2000 YL102             | 28 de desembre del 2000 | LINEAR                                                 |
| 24486 -                  | 2000 YR102             | 28 de desembre del 2000 | LINEAR                                                 |
| 24487 -                  | 2000 YT105             | 28 de desembre del 2000 | LINEAR                                                 |
| 24488 -                  | 2000 YY111             | 30 de desembre del 2000 | LINEAR                                                 |
| 24489 -                  | 2000 YC117             | 30 de desembre del 2000 | LINEAR                                                 |
| 24490 -                  | 2000 YK122             | 28 de desembre del 2000 | LINEAR                                                 |
| 24491 -                  | 2000 YT123             | 28 de desembre del 2000 | LINEAR                                                 |
| 24492 -                  | 2000 YQ131             | 30 de desembre del 2000 | LINEAR                                                 |
| 24493 -                  | 2000 YT131             | 30 de desembre del 2000 | LINEAR                                                 |
| 24494 -                  | 2000 YH132             | 30 de desembre del 2000 | LINEAR                                                 |
| 24495 -                  | 2001 AV1               | 2 de gener del 2001     | LONEOS                                                 |
| 24496 -                  | 2001 AV17              | 2 de gener del 2001     | LINEAR                                                 |
| 24497 -                  | 2001 AE18              | 2 de gener del 2001     | LINEAR                                                 |
| 24498 -                  | 2001 AC25              | 4 de gener del 2001     | LINEAR                                                 |
| 24499 -                  | 2001 AL30              | 4 de gener del 2001     | LINEAR                                                 |
| 24500 -                  | 2001 AX33              | 4 de gener del 2001     | LINEAR                                                 |
| 24501-24600              |                        |                         |                                                        |
| 24501 -                  | 2001 AN37              | 5 de gener del 2001     | LINEAR                                                 |
| 24502 -                  | 2001 AT38              | 1 de gener del 2001     | Spacewatch                                             |
| 24503 -                  | 2001 AJ42              | 3 de gener del 2001     | LONEOS                                                 |
| 24504 -                  | 2001 AD45              | 15 de gener del 2001    | T. Kobayashi                                           |
| 24505 -                  | 2001 BZ                | 17 de gener del 2001    | T. Kobayashi                                           |
| 24506 -                  | 2001 BS15              | 21 de gener del 2001    | T. Kobayashi                                           |
| 24507 -                  | 2001 BH18              | 19 de gener del 2001    | LINEAR                                                 |
| 24508 -                  | 2001 BL26              | 20 de gener del 2001    | LINEAR                                                 |
| 24509 -                  | 2001 BT27              | 20 de gener del 2001    | LINEAR                                                 |
| 24510 -                  | 2001 BY31              | 20 de gener del 2001    | LINEAR                                                 |
| 24511 -                  | 2001 BM33              | 20 de gener del 2001    | LINEAR                                                 |
| 24512 -                  | 2001 BK35              | 20 de gener del 2001    | LINEAR                                                 |
| 24513 -                  | 2001 BL35              | 20 de gener del 2001    | LINEAR                                                 |
| 24514 -                  | 2001 BB58              | 21 de gener del 2001    | LINEAR                                                 |
| 24515 -                  | 2001 BN58              | 21 de gener del 2001    | LINEAR                                                 |
| 24516 -                  | 2001 BB66              | 26 de gener del 2001    | LINEAR                                                 |
| 24517 -                  | 2001 BN71              | 29 de gener del 2001    | LINEAR                                                 |
| 24518 -                  | 2001 BR76              | 26 de gener del 2001    | Spacewatch                                             |
| 24519 -                  | 2001 CH                | 1 de febrer del 2001    | K. Korlević                                            |
| 24520 -                  | 2001 CW1               | 1 de febrer del 2001    | LINEAR                                                 |
| 24521 -                  | 2001 CZ1               | 1 de febrer del 2001    | LINEAR                                                 |
| 24522 -                  | 2001 CO2               | 1 de febrer del 2001    | LINEAR                                                 |
| 24523 -                  | 2001 CV3               | 1 de febrer del 2001    | LINEAR                                                 |
| 24524 -                  | 2001 CY3               | 1 de febrer del 2001    | LINEAR                                                 |
| 24525 -                  | 2001 CS4               | 1 de febrer del 2001    | LINEAR                                                 |
| 24526 -                  | 2001 CA5               | 1 de febrer del 2001    | LINEAR                                                 |
| 24527 -                  | 2001 CA6               | 1 de febrer del 2001    | LINEAR                                                 |
| 24528 -                  | 2001 CP11              | 1 de febrer del 2001    | LINEAR                                                 |
| 24529 -                  | 2001 CW17              | 2 de febrer del 2001    | LINEAR                                                 |
| 24530 -                  | 2001 CP18              | 2 de febrer del 2001    | LINEAR                                                 |
| 24531 -                  | 2001 CE21              | 2 de febrer del 2001    | LINEAR                                                 |
| 24532 -                  | 2001 CY21              | 1 de febrer del 2001    | LONEOS                                                 |
| 24533 -                  | 2001 CR27              | 2 de febrer del 2001    | LONEOS                                                 |
| 24534 -                  | 2001 CX27              | 2 de febrer del 2001    | LONEOS                                                 |
| 24535 -                  | 2001 CA28              | 2 de febrer del 2001    | LONEOS                                                 |
| 24536 -                  | 2001 CN33              | 13 de febrer del 2001   | LINEAR                                                 |
| 24537 -                  | 2001 CB35              | 13 de febrer del 2001   | LINEAR                                                 |
| 24538 -                  | 2001 DM5               | 16 de febrer del 2001   | LINEAR                                                 |
| 24539 -                  | 2001 DP5               | 16 de febrer del 2001   | LINEAR                                                 |
| 24540 -                  | 2001 DJ16              | 16 de febrer del 2001   | LINEAR                                                 |
| 24541 -                  | 2001 DO16              | 16 de febrer del 2001   | LINEAR                                                 |
| 24542 -                  | 2001 DD17              | 16 de febrer del 2001   | LINEAR                                                 |
| 24543 -                  | 2001 DH19              | 16 de febrer del 2001   | LINEAR                                                 |
| 24544 -                  | 2001 DT19              | 16 de febrer del 2001   | LINEAR                                                 |
| 24545 -                  | 2001 DP25              | 17 de febrer del 2001   | LINEAR                                                 |
| 24546 -                  | 2001 DE35              | 19 de febrer del 2001   | LINEAR                                                 |
| 24547 -                  | 2001 DV36              | 19 de febrer del 2001   | LINEAR                                                 |
| 24548 -                  | 2001 DW42              | 19 de febrer del 2001   | LINEAR                                                 |
| 24549 -                  | 2001 DB69              | 19 de febrer del 2001   | LINEAR                                                 |
| 24550 -                  | 2001 DM71              | 19 de febrer del 2001   | LINEAR                                                 |
| 24551 -                  | 2048 P-L               | 24 de setembre del 1960 | C. J. van Houten, I. van Houten-Groeneveld, T. Gehrels |
| 24552 -                  | 2226 P-L               | 24 de setembre del 1960 | C. J. van Houten, I. van Houten-Groeneveld, T. Gehrels |
| 24553 -                  | 2590 P-L               | 24 de setembre del 1960 | C. J. van Houten, I. van Houten-Groeneveld, T. Gehrels |
| 24554 -                  | 2608 P-L               | 24 de setembre del 1960 | C. J. van Houten, I. van Houten-Groeneveld, T. Gehrels |
| 24555 -                  | 2839 P-L               | 24 de setembre del 1960 | C. J. van Houten, I. van Houten-Groeneveld, T. Gehrels |
| 24556 -                  | 3514 P-L               | 17 d'octubre del 1960   | C. J. van Houten, I. van Houten-Groeneveld, T. Gehrels |
| 24557 -                  | 3521 P-L               | 17 d'octubre del 1960   | C. J. van Houten, I. van Houten-Groeneveld, T. Gehrels |
| 24558 -                  | 4037 P-L               | 24 de setembre del 1960 | C. J. van Houten, I. van Houten-Groeneveld, T. Gehrels |
| 24559 -                  | 4148 P-L               | 24 de setembre del 1960 | C. J. van Houten, I. van Houten-Groeneveld, T. Gehrels |
| 24560 -                  | 4517 P-L               | 24 de setembre del 1960 | C. J. van Houten, I. van Houten-Groeneveld, T. Gehrels |
| 24561 -                  | 4646 P-L               | 24 de setembre del 1960 | C. J. van Houten, I. van Houten-Groeneveld, T. Gehrels |
| 24562 -                  | 4647 P-L               | 24 de setembre del 1960 | C. J. van Houten, I. van Houten-Groeneveld, T. Gehrels |
| 24563 -                  | 4858 P-L               | 24 de setembre del 1960 | C. J. van Houten, I. van Houten-Groeneveld, T. Gehrels |
| 24564 -                  | 6056 P-L               | 24 de setembre del 1960 | C. J. van Houten, I. van Houten-Groeneveld, T. Gehrels |
| 24565 -                  | 6577 P-L               | 24 de setembre del 1960 | C. J. van Houten, I. van Houten-Groeneveld, T. Gehrels |
| 24566 -                  | 6777 P-L               | 24 de setembre del 1960 | C. J. van Houten, I. van Houten-Groeneveld, T. Gehrels |
| 24567 -                  | 6790 P-L               | 24 de setembre del 1960 | C. J. van Houten, I. van Houten-Groeneveld, T. Gehrels |
| 24568 -                  | 6794 P-L               | 24 de setembre del 1960 | C. J. van Houten, I. van Houten-Groeneveld, T. Gehrels |
| 24569 -                  | 9609 P-L               | 24 de setembre del 1960 | C. J. van Houten, I. van Houten-Groeneveld, T. Gehrels |
| 24570 -                  | 2153 T-1               | 25 de març del 1971     | C. J. van Houten, I. van Houten-Groeneveld, T. Gehrels |
| 24571 -                  | 2179 T-1               | 25 de març del 1971     | C. J. van Houten, I. van Houten-Groeneveld, T. Gehrels |
| 24572 -                  | 2221 T-1               | 25 de març del 1971     | C. J. van Houten, I. van Houten-Groeneveld, T. Gehrels |
| 24573 -                  | 2237 T-1               | 25 de març del 1971     | C. J. van Houten, I. van Houten-Groeneveld, T. Gehrels |
| 24574 -                  | 3312 T-1               | 26 de març del 1971     | C. J. van Houten, I. van Houten-Groeneveld, T. Gehrels |
| 24575 -                  | 3314 T-1               | 26 de març del 1971     | C. J. van Houten, I. van Houten-Groeneveld, T. Gehrels |
| 24576 -                  | 4406 T-1               | 26 de març del 1971     | C. J. van Houten, I. van Houten-Groeneveld, T. Gehrels |
| 24577 -                  | 4841 T-1               | 13 de maig del 1971     | C. J. van Houten, I. van Houten-Groeneveld, T. Gehrels |
| 24578 -                  | 1036 T-2               | 29 de setembre del 1973 | C. J. van Houten, I. van Houten-Groeneveld, T. Gehrels |
| 24579 -                  | 1320 T-2               | 29 de setembre del 1973 | C. J. van Houten, I. van Houten-Groeneveld, T. Gehrels |
| 24580 -                  | 1414 T-2               | 30 de setembre del 1973 | C. J. van Houten, I. van Houten-Groeneveld, T. Gehrels |
| 24581 -                  | 1474 T-2               | 30 de setembre del 1973 | C. J. van Houten, I. van Houten-Groeneveld, T. Gehrels |
| 24582 -                  | 2085 T-2               | 29 de setembre del 1973 | C. J. van Houten, I. van Houten-Groeneveld, T. Gehrels |
| 24583 -                  | 2197 T-2               | 29 de setembre del 1973 | C. J. van Houten, I. van Houten-Groeneveld, T. Gehrels |
| 24584 -                  | 3256 T-2               | 30 de setembre del 1973 | C. J. van Houten, I. van Houten-Groeneveld, T. Gehrels |
| 24585 -                  | 4201 T-2               | 29 de setembre del 1973 | C. J. van Houten, I. van Houten-Groeneveld, T. Gehrels |
| 24586 -                  | 4230 T-2               | 29 de setembre del 1973 | C. J. van Houten, I. van Houten-Groeneveld, T. Gehrels |
| (24587) Kapaneus         | 4613 T-2               | 30 de setembre del 1973 | C. J. van Houten, I. van Houten-Groeneveld, T. Gehrels |
| 24588 -                  | 4733 T-2               | 30 de setembre del 1973 | C. J. van Houten, I. van Houten-Groeneveld, T. Gehrels |
| 24589 -                  | 5128 T-2               | 25 de setembre del 1973 | C. J. van Houten, I. van Houten-Groeneveld, T. Gehrels |
| 24590 -                  | 1156 T-3               | 17 d'octubre del 1977   | C. J. van Houten, I. van Houten-Groeneveld, T. Gehrels |
| 24591 -                  | 2139 T-3               | 16 d'octubre del 1977   | C. J. van Houten, I. van Houten-Groeneveld, T. Gehrels |
| 24592 -                  | 3039 T-3               | 16 d'octubre del 1977   | C. J. van Houten, I. van Houten-Groeneveld, T. Gehrels |
| 24593 -                  | 3041 T-3               | 16 d'octubre del 1977   | C. J. van Houten, I. van Houten-Groeneveld, T. Gehrels |
| 24594 -                  | 3138 T-3               | 16 d'octubre del 1977   | C. J. van Houten, I. van Houten-Groeneveld, T. Gehrels |
| 24595 -                  | 3230 T-3               | 16 d'octubre del 1977   | C. J. van Houten, I. van Houten-Groeneveld, T. Gehrels |
| 24596 -                  | 3574 T-3               | 12 d'octubre del 1977   | C. J. van Houten, I. van Houten-Groeneveld, T. Gehrels |
| 24597 -                  | 4292 T-3               | 16 d'octubre del 1977   | C. J. van Houten, I. van Houten-Groeneveld, T. Gehrels |
| 24598 -                  | 4366 T-3               | 16 d'octubre del 1977   | C. J. van Houten, I. van Houten-Groeneveld, T. Gehrels |
| 24599 -                  | 5099 T-3               | 16 d'octubre del 1977   | C. J. van Houten, I. van Houten-Groeneveld, T. Gehrels |
| 24600 -                  | 1971 UQ                | 26 d'octubre del 1971   | L. Kohoutek                                            |
| 24601-24700              |                        |                         |                                                        |
| 24601 -                  | 1971 UW                | 26 d'octubre del 1971   | L. Kohoutek                                            |
| 24602 -                  | 1972 TE                | 3 d'octubre del 1972    | L. V. Zhuravleva                                       |
| (24603) Mekistheus       | 1973 SQ                | 24 de setembre del 1973 | C. J. van Houten, I. van Houten-Groeneveld, T. Gehrels |
| 24604 -                  | 1973 SP4               | 27 de setembre del 1973 | L. I. Chernykh                                         |
| (24605) Tsykalyuk        | 1975 VZ8               | 8 de novembre del 1975  | Nikolai Txernikh                                       |
| 24606 -                  | 1976 QK2               | 20 d'agost del 1976     | Felix Aguilar Observatory                              |
| (24607) Sevnatu          | 1977 PC1               | 14 d'agost del 1977     | Nikolai Txernikh                                       |
| (24608) Alexveselkov     | 1977 SL                | 18 de setembre del 1977 | N. S. Chernykh                                         |
| (24609) Evgenij          | 1978 RA2               | 7 de setembre del 1978  | T. M. Smirnova                                         |
| 24610 -                  | 1978 RA10              | 2 de setembre del 1978  | C.-I. Lagerkvist                                       |
| 24611 -                  | 1978 SH3               | 26 de setembre del 1978 | L. V. Zhuravleva                                       |
| 24612 -                  | 1978 UE6               | 27 d'octubre del 1978   | C. M. Olmstead                                         |
| 24613 -                  | 1978 VL3               | 7 de novembre del 1978  | E. F. Helin, S. J. Bus                                 |
| 24614 -                  | 1978 VY3               | 7 de novembre del 1978  | E. F. Helin, S. J. Bus                                 |
| 24615 -                  | 1978 VO5               | 7 de novembre del 1978  | E. F. Helin, S. J. Bus                                 |
| 24616 -                  | 1978 VC9               | 7 de novembre del 1978  | E. F. Helin, S. J. Bus                                 |
| 24617 -                  | 1978 WU                | 29 de novembre del 1978 | S. J. Bus, C. T. Kowal                                 |
| 24618 -                  | 1978 XD1               | 6 de desembre del 1978  | E. Bowell, A. Warnock                                  |
| 24619 -                  | 1979 DA                | 26 de febrer del 1979   | A. Mrkos                                               |
| 24620 -                  | 1979 MO2               | 25 de juny del 1979     | E. F. Helin, S. J. Bus                                 |
| 24621 -                  | 1979 MS4               | 25 de juny del 1979     | E. F. Helin, S. J. Bus                                 |
| 24622 -                  | 1979 MU5               | 25 de juny del 1979     | E. F. Helin, S. J. Bus                                 |
| 24623 -                  | 1979 MD8               | 25 de juny del 1979     | E. F. Helin, S. J. Bus                                 |
| 24624 -                  | 1980 FH4               | 16 de març del 1980     | C.-I. Lagerkvist                                       |
| 24625 -                  | 1980 PC3               | 8 d'agost del 1980      | Royal Observatory Edinburgh                            |
| (24626) Astrowizard      | 1980 TS3               | 9 d'octubre del 1980    | C. S. Shoemaker, E. M. Shoemaker                       |
| 24627 -                  | 1981 DT3               | 28 de febrer del 1981   | S. J. Bus                                              |
| 24628 -                  | 1981 EG3               | 2 de març del 1981      | S. J. Bus                                              |
| 24629 -                  | 1981 EA4               | 2 de març del 1981      | S. J. Bus                                              |
| 24630 -                  | 1981 EZ9               | 1 de març del 1981      | S. J. Bus                                              |
| 24631 -                  | 1981 EB21              | 2 de març del 1981      | S. J. Bus                                              |
| 24632 -                  | 1981 ER24              | 2 de març del 1981      | S. J. Bus                                              |
| 24633 -                  | 1981 EP25              | 2 de març del 1981      | S. J. Bus                                              |
| 24634 -                  | 1981 EX29              | 2 de març del 1981      | S. J. Bus                                              |
| 24635 -                  | 1981 EN42              | 2 de març del 1981      | S. J. Bus                                              |
| 24636 -                  | 1981 QM2               | 27 d'agost del 1981     | H. Debehogne                                           |
| (24637) Olʹgusha         | 1981 RW4               | 8 de setembre del 1981  | L. V. Zhuravleva                                       |
| 24638 -                  | 1981 UC23              | 24 d'octubre del 1981   | S. J. Bus                                              |
| 24639 -                  | 1982 US6               | 20 d'octubre del 1982   | L. G. Karachkina                                       |
| 24640 -                  | 1982 XW1               | 13 de desembre del 1982 | H. Kosai, K. Hurukawa                                  |
| (24641) Enver            | 1983 RS4               | 1 de setembre del 1983  | L. G. Karachkina                                       |
| 24642 -                  | 1984 SA                | 22 de setembre del 1984 | Copenhagen Observatory                                 |
| (24643) MacCready        | 1984 SS                | 28 de setembre del 1984 | C. S. Shoemaker, E. M. Shoemaker                       |
| 24644 -                  | 1985 DA                | 24 de febrer del 1985   | E. F. Helin                                            |
| 24645 -                  | 1985 PF                | 14 d'agost del 1985     | E. Bowell                                              |
| 24646 -                  | 1985 PG                | 14 d'agost del 1985     | E. Bowell                                              |
| 24647 -                  | 1985 QL5               | 23 d'agost del 1985     | Nikolai Txernikh                                       |
| (24648) Evpatoria        | 1985 SG2               | 19 de setembre del 1985 | Nikolai Txernikh, L. I. Chernykh                       |
| (24649) Balaklava        | 1985 SG3               | 19 de setembre del 1985 | N. S. Chernykh, L. I. Chernykh                         |
| 24650 -                  | 1986 QM                | 25 d'agost del 1986     | H. Debehogne                                           |
| 24651 -                  | 1986 QU                | 26 d'agost del 1986     | H. Debehogne                                           |
| 24652 -                  | 1986 QY1               | 28 d'agost del 1986     | H. Debehogne                                           |
| 24653 -                  | 1986 RS5               | 3 de setembre del 1986  | Bulgarian National Observatory                         |
| (24654) Fossett          | 1987 KL                | 29 de maig del 1987     | C. S. Shoemaker, E. M. Shoemaker                       |
| 24655 -                  | 1987 QH                | 25 d'agost del 1987     | S. Singer-Brewster                                     |
| 24656 -                  | 1987 QT7               | 29 d'agost del 1987     | E. W. Elst                                             |
| 24657 -                  | 1987 SP11              | 17 de setembre del 1987 | H. Debehogne                                           |
| 24658 -                  | 1987 UX                | 18 d'octubre del 1987   | J. Mueller                                             |
| 24659 -                  | 1988 AD5               | 14 de gener del 1988    | H. Debehogne                                           |
| 24660 -                  | 1988 BH5               | 28 de gener del 1988    | R. H. McNaught                                         |
| 24661 -                  | 1988 GQ                | 12 d'abril del 1988     | A. Mrkos                                               |
| (24662) Gryll            | 1988 GS                | 14 d'abril del 1988     | A. Mrkos                                               |
| 24663 -                  | 1988 PV1               | 12 d'agost del 1988     | E. W. Elst                                             |
| 24664 -                  | 1988 RB1               | 8 de setembre del 1988  | P. Jensen                                              |
| (24665) Tolerantia       | 1988 RN3               | 8 de setembre del 1988  | F. Börngen                                             |
| (24666) Miesvanrohe      | 1988 RZ3               | 8 de setembre del 1988  | F. Börngen                                             |
| 24667 -                  | 1988 RF4               | 1 de setembre del 1988  | H. Debehogne                                           |
| 24668 -                  | 1988 TV                | 13 d'octubre del 1988   | S. Ueda, H. Kaneda                                     |
| 24669 -                  | 1988 VV                | 2 de novembre del 1988  | S. Ueda, H. Kaneda                                     |
| 24670 -                  | 1988 VA5               | 14 de novembre del 1988 | S. Ueda, H. Kaneda                                     |
| (24671) Frankmartin      | 1989 AD7               | 10 de gener del 1989    | F. Börngen                                             |
| 24672 -                  | 1989 OJ                | 27 de juliol del 1989   | R. H. McNaught                                         |
| 24673 -                  | 1989 SB1               | 28 de setembre del 1989 | K. Endate, K. Watanabe                                 |
| 24674 -                  | 1989 SZ4               | 26 de setembre del 1989 | E. W. Elst                                             |
| 24675 -                  | 1989 TZ                | 2 d'octubre del 1989    | E. F. Helin                                            |
| 24676 -                  | 1989 TA4               | 7 d'octubre del 1989    | E. W. Elst                                             |
| 24677 -                  | 1989 TH7               | 7 d'octubre del 1989    | E. W. Elst                                             |
| 24678 -                  | 1989 TR11              | 2 d'octubre del 1989    | S. J. Bus                                              |
| 24679 -                  | 1989 VR1               | 3 de novembre del 1989  | E. W. Elst                                             |
| (24680) Alleven          | 1989 YE4               | 30 de desembre del 1989 | R. H. McNaught                                         |
| 24681 -                  | 1989 YE6               | 29 de desembre del 1989 | E. W. Elst                                             |
| 24682 -                  | 1990 BH                | 22 de gener del 1990    | E. F. Helin                                            |
| 24683 -                  | 1990 DV3               | 26 de febrer del 1990   | H. Debehogne                                           |
| 24684 -                  | 1990 EU4               | 2 de març del 1990      | E. W. Elst                                             |
| 24685 -                  | 1990 FQ                | 23 de març del 1990     | E. F. Helin                                            |
| 24686 -                  | 1990 GN                | 15 d'abril del 1990     | E. W. Elst                                             |
| 24687 -                  | 1990 HW                | 26 d'abril del 1990     | E. F. Helin                                            |
| 24688 -                  | 1990 KE1               | 20 de maig del 1990     | R. H. McNaught                                         |
| 24689 -                  | 1990 OH1               | 20 de juliol del 1990   | J. Michaud                                             |
| 24690 -                  | 1990 QX5               | 29 d'agost del 1990     | H. E. Holt                                             |
| 24691 -                  | 1990 RH3               | 14 de setembre del 1990 | H. E. Holt                                             |
| 24692 -                  | 1990 RO7               | 13 de setembre del 1990 | H. Debehogne                                           |
| 24693 -                  | 1990 SB2               | 23 de setembre del 1990 | B. Roman                                               |
| 24694 -                  | 1990 SZ2               | 18 de setembre del 1990 | H. E. Holt                                             |
| 24695 -                  | 1990 ST4               | 16 de setembre del 1990 | A. Mrkos                                               |
| 24696 -                  | 1990 SC8               | 22 de setembre del 1990 | E. W. Elst                                             |
| (24697) Rastrelli        | 1990 SK28              | 24 de setembre del 1990 | G. R. Kastel', L. V. Zhuravleva                        |
| 24698 -                  | 1990 TU4               | 9 d'octubre del 1990    | R. H. McNaught                                         |
| 24699 -                  | 1990 TJ7               | 13 d'octubre del 1990   | F. Börngen, L. D. Schmadel                             |
| 24700 -                  | 1990 VN5               | 15 de novembre del 1990 | E. W. Elst                                             |
| 24701-24800              |                        |                         |                                                        |
| 24701 -                  | 1990 VY5               | 15 de novembre del 1990 | E. W. Elst                                             |
| 24702 -                  | 1991 OR                | 18 de juliol del 1991   | H. E. Holt                                             |
| 24703 -                  | 1991 PA                | 3 d'agost del 1991      | S. Otomo                                               |
| 24704 -                  | 1991 PM4               | 3 d'agost del 1991      | E. W. Elst                                             |
| 24705 -                  | 1991 PV4               | 3 d'agost del 1991      | E. W. Elst                                             |
| 24706 -                  | 1991 PA5               | 3 d'agost del 1991      | E. W. Elst                                             |
| 24707 -                  | 1991 PL5               | 3 d'agost del 1991      | E. W. Elst                                             |
| 24708 -                  | 1991 PX5               | 6 d'agost del 1991      | E. W. Elst                                             |
| 24709 -                  | 1991 PE6               | 6 d'agost del 1991      | E. W. Elst                                             |
| 24710 -                  | 1991 PX14              | 6 d'agost del 1991      | H. E. Holt                                             |
| (24711) Chamisso         | 1991 PN17              | 6 d'agost del 1991      | F. Börngen                                             |
| (24712) Boltzmann        | 1991 RP3               | 12 de setembre del 1991 | F. Börngen, L. D. Schmadel                             |
| 24713 -                  | 1991 RE4               | 12 de setembre del 1991 | F. Börngen, L. D. Schmadel                             |
| 24714 -                  | 1991 RT9               | 10 de setembre del 1991 | H. E. Holt                                             |
| 24715 -                  | 1991 RZ15              | 15 de setembre del 1991 | H. E. Holt                                             |
| 24716 -                  | 1991 RB19              | 14 de setembre del 1991 | H. E. Holt                                             |
| 24717 -                  | 1991 SA                | 16 de setembre del 1991 | S. Otomo                                               |
| 24718 -                  | 1991 SW                | 30 de setembre del 1991 | R. H. McNaught                                         |
| 24719 -                  | 1991 SE1               | 30 de setembre del 1991 | R. H. McNaught                                         |
| 24720 -                  | 1991 SV1               | 16 de setembre del 1991 | H. E. Holt                                             |
| 24721 -                  | 1991 TJ                | 1 d'octubre del 1991    | R. H. McNaught                                         |
| 24722 -                  | 1991 TK                | 1 d'octubre del 1991    | R. H. McNaught                                         |
| 24723 -                  | 1991 TW8               | 1 d'octubre del 1991    | Spacewatch                                             |
| 24724 -                  | 1991 UN                | 18 d'octubre del 1991   | S. Ueda, H. Kaneda                                     |
| 24725 -                  | 1991 UD3               | 31 d'octubre del 1991   | S. Ueda, H. Kaneda                                     |
| 24726 -                  | 1991 VY                | 2 de novembre del 1991  | A. Takahashi, K. Watanabe                              |
| 24727 -                  | 1991 VD1               | 4 de novembre del 1991  | S. Ueda, H. Kaneda                                     |
| (24728) Scagell          | 1991 VO2               | 11 de novembre del 1991 | B. G. W. Manning                                       |
| 24729 -                  | 1991 VE3               | 13 de novembre del 1991 | S. Otomo                                               |
| 24730 -                  | 1991 VM5               | 5 de novembre del 1991  | S. Otomo                                               |
| 24731 -                  | 1991 VN9               | 4 de novembre del 1991  | Spacewatch                                             |
| 24732 -                  | 1992 CL2               | 2 de febrer del 1992    | E. W. Elst                                             |
| 24733 -                  | 1992 DM9               | 29 de febrer del 1992   | UESAC                                                  |
| 24734 -                  | 1992 EA1               | 10 de març del 1992     | D. I. Steel                                            |
| 24735 -                  | 1992 EU6               | 1 de març del 1992      | UESAC                                                  |
| 24736 -                  | 1992 EV8               | 2 de març del 1992      | UESAC                                                  |
| 24737 -                  | 1992 ED14              | 2 de març del 1992      | UESAC                                                  |
| 24738 -                  | 1992 EK14              | 2 de març del 1992      | UESAC                                                  |
| 24739 -                  | 1992 EB15              | 1 de març del 1992      | UESAC                                                  |
| 24740 -                  | 1992 EW16              | 1 de març del 1992      | UESAC                                                  |
| 24741 -                  | 1992 EW17              | 3 de març del 1992      | UESAC                                                  |
| 24742 -                  | 1992 GN2               | 4 d'abril del 1992      | E. W. Elst                                             |
| 24743 -                  | 1992 NF                | 2 de juliol del 1992    | E. F. Helin                                            |
| 24744 -                  | 1992 OD5               | 26 de juliol del 1992   | E. W. Elst                                             |
| 24745 -                  | 1992 QY                | 29 d'agost del 1992     | E. F. Helin                                            |
| 24746 -                  | 1992 RH3               | 2 de setembre del 1992  | E. W. Elst                                             |
| 24747 -                  | 1992 RG5               | 2 de setembre del 1992  | E. W. Elst                                             |
| (24748) Nernst           | 1992 ST13              | 26 de setembre del 1992 | F. Börngen, L. D. Schmadel                             |
| 24749 -                  | 1992 SM17              | 24 de setembre del 1992 | F. Börngen, L. D. Schmadel                             |
| (24750) Ohm              | 1992 SR17              | 24 de setembre del 1992 | F. Börngen, L. D. Schmadel                             |
| (24751) Kroemer          | 1992 SS24              | 21 de setembre del 1992 | F. Börngen                                             |
| 24752 -                  | 1992 UN                | 19 d'octubre del 1992   | S. Ueda, H. Kaneda                                     |
| 24753 -                  | 1992 UU5               | 28 d'octubre del 1992   | K. Endate, K. Watanabe                                 |
| 24754 -                  | 1992 UE6               | 31 d'octubre del 1992   | T. Hioki, S. Hayakawa                                  |
| 24755 -                  | 1992 UQ6               | 28 d'octubre del 1992   | S. Ueda, H. Kaneda                                     |
| 24756 -                  | 1992 VF                | 2 de novembre del 1992  | F. Uto                                                 |
| 24757 -                  | 1992 VN                | 1 de novembre del 1992  | M. Yanai, K. Watanabe                                  |
| 24758 -                  | 1992 WZ                | 17 de novembre del 1992 | A. Sugie                                               |
| 24759 -                  | 1992 WQ1               | 18 de novembre del 1992 | T. Hioki, S. Hayakawa                                  |
| 24760 -                  | 1992 YY1               | 18 de desembre del 1992 | E. W. Elst                                             |
| (24761) Ahau             | 1993 BW2               | 28 de gener del 1993    | C. S. Shoemaker, E. M. Shoemaker                       |
| 24762 -                  | 1993 DE1               | 25 de febrer del 1993   | T. Kobayashi                                           |
| 24763 -                  | 1993 DV2               | 20 de febrer del 1993   | E. W. Elst                                             |
| 24764 -                  | 1993 DX2               | 20 de febrer del 1993   | E. W. Elst                                             |
| 24765 -                  | 1993 FE8               | 17 de març del 1993     | UESAC                                                  |
| 24766 -                  | 1993 FW9               | 17 de març del 1993     | UESAC                                                  |
| 24767 -                  | 1993 FE12              | 17 de març del 1993     | UESAC                                                  |
| 24768 -                  | 1993 FC13              | 17 de març del 1993     | UESAC                                                  |
| 24769 -                  | 1993 FN24              | 21 de març del 1993     | UESAC                                                  |
| 24770 -                  | 1993 FG28              | 21 de març del 1993     | UESAC                                                  |
| 24771 -                  | 1993 FA32              | 19 de març del 1993     | UESAC                                                  |
| 24772 -                  | 1993 FL33              | 19 de març del 1993     | UESAC                                                  |
| 24773 -                  | 1993 FQ35              | 19 de març del 1993     | UESAC                                                  |
| 24774 -                  | 1993 FE38              | 19 de març del 1993     | UESAC                                                  |
| 24775 -                  | 1993 FT42              | 19 de març del 1993     | UESAC                                                  |
| 24776 -                  | 1993 FR43              | 19 de març del 1993     | UESAC                                                  |
| 24777 -                  | 1993 JY                | 14 de maig del 1993     | E. W. Elst                                             |
| (24778) Nemsu            | 1993 KW1               | 24 de maig del 1993     | C. S. Shoemaker, D. H. Levy                            |
| (24779) Presque Isle     | 1993 OD2               | 23 de juliol del 1993   | C. S. Shoemaker, D. H. Levy                            |
| 24780 -                  | 1993 QA1               | 19 d'agost del 1993     | E. F. Helin                                            |
| 24781 -                  | 1993 RU3               | 12 de setembre del 1993 | PCAS                                                   |
| 24782 -                  | 1993 SO7               | 17 de setembre del 1993 | E. W. Elst                                             |
| 24783 -                  | 1993 SQ13              | 16 de setembre del 1993 | H. Debehogne, E. W. Elst                               |
| 24784 -                  | 1993 TV12              | 13 d'octubre del 1993   | H. E. Holt                                             |
| 24785 -                  | 1993 TM22              | 9 d'octubre del 1993    | E. W. Elst                                             |
| 24786 -                  | 1993 TM24              | 9 d'octubre del 1993    | E. W. Elst                                             |
| 24787 -                  | 1993 TJ27              | 9 d'octubre del 1993    | E. W. Elst                                             |
| 24788 -                  | 1993 TL28              | 9 d'octubre del 1993    | E. W. Elst                                             |
| 24789 -                  | 1993 TZ29              | 9 d'octubre del 1993    | E. W. Elst                                             |
| 24790 -                  | 1993 TM31              | 9 d'octubre del 1993    | E. W. Elst                                             |
| 24791 -                  | 1993 TK37              | 9 d'octubre del 1993    | E. W. Elst                                             |
| 24792 -                  | 1993 TB46              | 10 d'octubre del 1993   | H. Debehogne                                           |
| 24793 -                  | 1993 UT                | 22 d'octubre del 1993   | T. Urata                                               |
| 24794 -                  | 1993 UB7               | 20 d'octubre del 1993   | E. W. Elst                                             |
| 24795 -                  | 1994 AC17              | 5 de gener del 1994     | S. Ueda, H. Kaneda                                     |
| 24796 -                  | 1994 CD18              | 8 de febrer del 1994    | E. W. Elst                                             |
| 24797 -                  | 1994 PD2               | 9 d'agost del 1994      | PCAS                                                   |
| 24798 -                  | 1994 PF2               | 9 d'agost del 1994      | PCAS                                                   |
| 24799 -                  | 1994 PW3               | 10 d'agost del 1994     | E. W. Elst                                             |
| 24800 -                  | 1994 PC13              | 10 d'agost del 1994     | E. W. Elst                                             |
| 24801-24900              |                        |                         |                                                        |
| 24801 -                  | 1994 PQ15              | 10 d'agost del 1994     | E. W. Elst                                             |
| 24802 -                  | 1994 PC16              | 10 d'agost del 1994     | E. W. Elst                                             |
| 24803 -                  | 1994 PP18              | 12 d'agost del 1994     | E. W. Elst                                             |
| 24804 -                  | 1994 PS31              | 12 d'agost del 1994     | E. W. Elst                                             |
| 24805 -                  | 1994 RL1               | 4 de setembre del 1994  | T. Kobayashi                                           |
| 24806 -                  | 1994 RH9               | 12 de setembre del 1994 | Spacewatch                                             |
| 24807 -                  | 1994 SS8               | 28 de setembre del 1994 | Spacewatch                                             |
| 24808 -                  | 1994 TN1               | 2 d'octubre del 1994    | K. Endate, K. Watanabe                                 |
| 24809 -                  | 1994 TW3               | 8 d'octubre del 1994    | E. F. Helin                                            |
| 24810 -                  | 1994 UE8               | 28 d'octubre del 1994   | Spacewatch                                             |
| 24811 -                  | 1994 VB                | 1 de novembre del 1994  | T. Kobayashi                                           |
| 24812 -                  | 1994 VH                | 1 de novembre del 1994  | T. Kobayashi                                           |
| 24813 -                  | 1994 VL1               | 4 de novembre del 1994  | T. Kobayashi                                           |
| 24814 -                  | 1994 VW1               | 10 de novembre del 1994 | G. J. Garradd                                          |
| 24815 -                  | 1994 VQ6               | 7 de novembre del 1994  | S. Ueda, H. Kaneda                                     |
| 24816 -                  | 1994 VU6               | 1 de novembre del 1994  | K. Endate, K. Watanabe                                 |
| 24817 -                  | 1994 WJ                | 25 de novembre del 1994 | T. Kobayashi                                           |
| (24818) Menichelli       | 1994 WX                | 23 de novembre del 1994 | L. Tesi, A. Boattini                                   |
| 24819 -                  | 1994 XY4               | 6 de desembre del 1994  | R. H. McNaught                                         |
| 24820 -                  | 1994 YK1               | 31 de desembre del 1994 | T. Kobayashi                                           |
| 24821 -                  | 1995 BJ11              | 29 de gener del 1995    | Spacewatch                                             |
| 24822 -                  | 1995 BW11              | 29 de gener del 1995    | Spacewatch                                             |
| 24823 -                  | 1995 DC10              | 25 de febrer del 1995   | Spacewatch                                             |
| 24824 -                  | 1995 GL7               | 4 d'abril del 1995      | Beijing Schmidt CCD Asteroid Program                   |
| 24825 -                  | 1995 QB2               | 21 d'agost del 1995     | K. Endate, K. Watanabe                                 |
| 24826 -                  | 1995 QN2               | 22 d'agost del 1995     | V. S. Casulli                                          |
| 24827 -                  | 1995 RA                | 2 de setembre del 1995  | T. B. Spahr                                            |
| 24828 -                  | 1995 SE1               | 20 de setembre del 1995 | S. P. Laurie                                           |
| 24829 -                  | 1995 SH1               | 22 de setembre del 1995 | L. Šarounová                                           |
| 24830 -                  | 1995 ST3               | 20 de setembre del 1995 | K. Endate, K. Watanabe                                 |
| 24831 -                  | 1995 SX4               | 21 de setembre del 1995 | S. Ueda, H. Kaneda                                     |
| 24832 -                  | 1995 SU5               | 25 de setembre del 1995 | Beijing Schmidt CCD Asteroid Program                   |
| 24833 -                  | 1995 SM21              | 19 de setembre del 1995 | Spacewatch                                             |
| 24834 -                  | 1995 SY30              | 20 de setembre del 1995 | Spacewatch                                             |
| 24835 -                  | 1995 SM55              | 19 de setembre del 1995 | N. Danzl                                               |
| 24836 -                  | 1995 TO1               | 14 d'octubre del 1995   | Beijing Schmidt CCD Asteroid Program                   |
| (24837) Mšecké Žehrovice | 1995 UQ1               | 22 d'octubre del 1995   | M. Tichý                                               |
| (24838) Abilunon         | 1995 UJ2               | 23 d'octubre del 1995   | M. Tichý                                               |
| 24839 -                  | 1995 UE4               | 20 d'octubre del 1995   | T. Kobayashi                                           |
| 24840 -                  | 1995 UN8               | 27 d'octubre del 1995   | T. Kobayashi                                           |
| 24841 -                  | 1995 UY8               | 30 d'octubre del 1995   | K. Endate, K. Watanabe                                 |
| 24842 -                  | 1995 UQ46              | 20 d'octubre del 1995   | E. W. Elst                                             |
| 24843 -                  | 1995 VZ                | 15 de novembre del 1995 | T. Kobayashi                                           |
| 24844 -                  | 1995 VM1               | 15 de novembre del 1995 | K. Endate, K. Watanabe                                 |
| 24845 -                  | 1995 VP17              | 15 de novembre del 1995 | Spacewatch                                             |
| 24846 -                  | 1995 WM                | 16 de novembre del 1995 | T. Kobayashi                                           |
| (24847) Polesný          | 1995 WE6               | 26 de novembre del 1995 | Kleť                                                   |
| 24848 -                  | 1995 WO41              | 28 de novembre del 1995 | Spacewatch                                             |
| 24849 -                  | 1995 WQ41              | 16 de novembre del 1995 | S. Ueda, H. Kaneda                                     |
| 24850 -                  | 1995 XA                | 1 de desembre del 1995  | Farra d'Isonzo                                         |
| 24851 -                  | 1995 XE                | 2 de desembre del 1995  | T. Kobayashi                                           |
| 24852 -                  | 1995 XX4               | 14 de desembre del 1995 | Spacewatch                                             |
| 24853 -                  | 1995 YJ                | 17 de desembre del 1995 | T. Kobayashi                                           |
| 24854 -                  | 1995 YU                | 19 de desembre del 1995 | T. Kobayashi                                           |
| 24855 -                  | 1995 YM4               | 22 de desembre del 1995 | Y. Shimizu, T. Urata                                   |
| 24856 -                  | 1996 AA4               | 15 de gener del 1996    | U. Munari, M. Tombelli                                 |
| 24857 -                  | 1996 AH4               | 15 de gener del 1996    | U. Munari, M. Tombelli                                 |
| (24858) Diethelm         | 1996 BB1               | 21 de gener del 1996    | M. Wolf, P. Pravec                                     |
| 24859 -                  | 1996 BP11              | 24 de gener del 1996    | Spacewatch                                             |
| 24860 -                  | 1996 CK1               | 11 de febrer del 1996   | T. Kobayashi                                           |
| 24861 -                  | 1996 DE1               | 22 de febrer del 1996   | A. Testa, P. Ghezzi                                    |
| 24862 -                  | 1996 DC3               | 27 de febrer del 1996   | P. Kolény, L. Kornoš                                   |
| 24863 -                  | 1996 EB                | 2 de març del 1996      | Farra d'Isonzo                                         |
| 24864 -                  | 1996 EB1               | 15 de març del 1996     | NEAT                                                   |
| 24865 -                  | 1996 EG1               | 15 de març del 1996     | NEAT                                                   |
| 24866 -                  | 1996 ER1               | 15 de març del 1996     | NEAT                                                   |
| 24867 -                  | 1996 EB7               | 11 de març del 1996     | Spacewatch                                             |
| 24868 -                  | 1996 EY7               | 11 de març del 1996     | Spacewatch                                             |
| 24869 -                  | 1996 FZ                | 18 de març del 1996     | NEAT                                                   |
| 24870 -                  | 1996 FJ1               | 19 de març del 1996     | NEAT                                                   |
| 24871 -                  | 1996 GV17              | 15 d'abril del 1996     | E. W. Elst                                             |
| 24872 -                  | 1996 GT19              | 15 d'abril del 1996     | E. W. Elst                                             |
| 24873 -                  | 1996 GG20              | 15 d'abril del 1996     | E. W. Elst                                             |
| 24874 -                  | 1996 HF14              | 17 d'abril del 1996     | E. W. Elst                                             |
| 24875 -                  | 1996 HX16              | 18 d'abril del 1996     | E. W. Elst                                             |
| 24876 -                  | 1996 HO19              | 18 d'abril del 1996     | E. W. Elst                                             |
| 24877 -                  | 1996 HW20              | 18 d'abril del 1996     | E. W. Elst                                             |
| 24878 -                  | 1996 HP25              | 20 d'abril del 1996     | E. W. Elst                                             |
| 24879 -                  | 1996 KO5               | 21 de maig del 1996     | NEAT                                                   |
| 24880 -                  | 1996 OP                | 21 de juliol del 1996   | NEAT                                                   |
| 24881 -                  | 1996 PQ2               | 10 d'agost del 1996     | NEAT                                                   |
| 24882 -                  | 1996 RK30              | 13 de setembre del 1996 | Uppsala-DLR Trojan Survey                              |
| 24883 -                  | 1996 VG9               | 13 de novembre del 1996 | Beijing Schmidt CCD Asteroid Program                   |
| 24884 -                  | 1996 XL5               | 7 de desembre del 1996  | T. Kobayashi                                           |
| 24885 -                  | 1996 XQ5               | 7 de desembre del 1996  | T. Kobayashi                                           |
| 24886 -                  | 1996 XJ12              | 4 de desembre del 1996  | Spacewatch                                             |
| 24887 -                  | 1996 XT19              | 11 de desembre del 1996 | T. Kobayashi                                           |
| 24888 -                  | 1996 XS23              | 8 de desembre del 1996  | C. W. Hergenrother                                     |
| 24889 -                  | 1996 XU32              | 11 de desembre del 1996 | T. Seki                                                |
| 24890 -                  | 1996 XV32              | 4 de desembre del 1996  | U. Munari, M. Tombelli                                 |
| 24891 -                  | 1997 AT2               | 4 de gener del 1997     | T. Kobayashi                                           |
| 24892 -                  | 1997 AD3               | 4 de gener del 1997     | T. Kobayashi                                           |
| 24893 -                  | 1997 AK5               | 7 de gener del 1997     | T. Kobayashi                                           |
| 24894 -                  | 1997 AG8               | 2 de gener del 1997     | Spacewatch                                             |
| 24895 -                  | 1997 AC13              | 9 de gener del 1997     | Y. Shimizu, T. Urata                                   |
| 24896 -                  | 1997 AT14              | 12 de gener del 1997    | NEAT                                                   |
| 24897 -                  | 1997 AA17              | 13 de gener del 1997    | NEAT                                                   |
| (24898) Alanholmes       | 1997 AR17              | 14 de gener del 1997    | Farra d'Isonzo                                         |
| (24899) Dominiona        | 1997 AU17              | 14 de gener del 1997    | G. C. L. Aikman                                        |
| 24900 -                  | 1997 AZ17              | 15 de gener del 1997    | T. Kobayashi                                           |
| 24901-25000              |                        |                         |                                                        |
| 24901 -                  | 1997 AV20              | 11 de gener del 1997    | Spacewatch                                             |
| 24902 -                  | 1997 AR22              | 11 de gener del 1997    | Beijing Schmidt CCD Asteroid Program                   |
| 24903 -                  | 1997 AS22              | 11 de gener del 1997    | Beijing Schmidt CCD Asteroid Program                   |
| 24904 -                  | 1997 BM8               | 31 de gener del 1997    | Spacewatch                                             |
| 24905 -                  | 1997 CO1               | 1 de febrer del 1997    | T. Kobayashi                                           |
| 24906 -                  | 1997 CG4               | 4 de febrer del 1997    | NEAT                                                   |
| (24907) Alfredhaar       | 1997 CO4               | 4 de febrer del 1997    | P. G. Comba                                            |
| 24908 -                  | 1997 CE22              | 13 de febrer del 1997   | T. Kobayashi                                           |
| 24909 -                  | 1997 CY28              | 7 de febrer del 1997    | Beijing Schmidt CCD Asteroid Program                   |
| 24910 -                  | 1997 CK29              | 14 de febrer del 1997   | T. Okuni                                               |
| 24911 -                  | 1997 DU                | 27 de febrer del 1997   | K. Endate, K. Watanabe                                 |
| 24912 -                  | 1997 EB1               | 3 de març del 1997      | Spacewatch                                             |
| 24913 -                  | 1997 EQ2               | 4 de març del 1997      | T. Kobayashi                                           |
| 24914 -                  | 1997 EZ2               | 4 de març del 1997      | T. Kobayashi                                           |
| 24915 -                  | 1997 EC6               | 7 de març del 1997      | T. Kobayashi                                           |
| (24916) Stelzhamer       | 1997 EK11              | 7 de març del 1997      | E. Meyer                                               |
| 24917 -                  | 1997 EH12              | 3 de març del 1997      | Spacewatch                                             |
| (24918) Tedkooser        | 1997 EO17              | 10 de març del 1997     | R. Linderholm                                          |
| 24919 -                  | 1997 ER17              | 3 de març del 1997      | K. Endate, K. Watanabe                                 |
| 24920 -                  | 1997 EE23              | 2 de març del 1997      | Beijing Schmidt CCD Asteroid Program                   |
| 24921 -                  | 1997 EE32              | 11 de març del 1997     | Spacewatch                                             |
| 24922 -                  | 1997 EH33              | 4 de març del 1997      | LINEAR                                                 |
| 24923 -                  | 1997 EB37              | 5 de març del 1997      | LINEAR                                                 |
| 24924 -                  | 1997 EY45              | 15 de març del 1997     | Beijing Schmidt CCD Asteroid Program                   |
| 24925 -                  | 1997 FW                | 18 de març del 1997     | Beijing Schmidt CCD Asteroid Program                   |
| 24926 -                  | 1997 GB8               | 2 d'abril del 1997      | LINEAR                                                 |
| 24927 -                  | 1997 GP12              | 3 d'abril del 1997      | LINEAR                                                 |
| 24928 -                  | 1997 GK13              | 3 d'abril del 1997      | LINEAR                                                 |
| 24929 -                  | 1997 GX15              | 3 d'abril del 1997      | LINEAR                                                 |
| 24930 -                  | 1997 GL17              | 3 d'abril del 1997      | LINEAR                                                 |
| 24931 -                  | 1997 GO18              | 3 d'abril del 1997      | LINEAR                                                 |
| 24932 -                  | 1997 GW22              | 6 d'abril del 1997      | LINEAR                                                 |
| 24933 -                  | 1997 GK25              | 8 d'abril del 1997      | Spacewatch                                             |
| 24934 -                  | 1997 GK36              | 6 d'abril del 1997      | LINEAR                                                 |
| (24935) Godfreyhardy     | 1997 HP2               | 28 d'abril del 1997     | P. G. Comba                                            |
| 24936 -                  | 1997 HX7               | 30 d'abril del 1997     | LINEAR                                                 |
| 24937 -                  | 1997 HD9               | 30 d'abril del 1997     | LINEAR                                                 |
| 24938 -                  | 1997 HY9               | 30 d'abril del 1997     | LINEAR                                                 |
| (24939) Chiminello       | 1997 JR                | 1 de maig del 1997      | Osservatorio San Vittore                               |
| 24940 -                  | 1997 JY4               | 1 de maig del 1997      | T. Okuni                                               |
| 24941 -                  | 1997 JM14              | 3 de maig del 1997      | E. W. Elst                                             |
| 24942 -                  | 1997 JA15              | 3 de maig del 1997      | E. W. Elst                                             |
| 24943 -                  | 1997 JY17              | 3 de maig del 1997      | E. W. Elst                                             |
| (24944) Harish-Chandra   | 1997 LZ4               | 11 de juny del 1997     | P. G. Comba                                            |
| 24945 -                  | 1997 LH9               | 7 de juny del 1997      | E. W. Elst                                             |
| 24946 -                  | 1997 NQ                | 1 de juliol del 1997    | V. S. Casulli                                          |
| (24947) Hausdorff        | 1997 NU1               | 7 de juliol del 1997    | P. G. Comba                                            |
| (24948) Babote           | 1997 NU6               | 9 de juliol del 1997    | Pises                                                  |
| 24949 -                  | 1997 PZ1               | 4 d'agost del 1997      | A. Galád, A. Pravda                                    |
| (24950) Nikhilas         | 1997 QF                | 23 d'agost del 1997     | Z. Moravec                                             |
| 24951 -                  | 1997 QK                | 24 d'agost del 1997     | Z. Moravec                                             |
| 24952 -                  | 1997 QJ4               | 28 d'agost del 1997     | J. X. Luu, C. A. Trujillo, D. C. Jewitt, K. Berney     |
| 24953 -                  | 1997 SG7               | 23 de setembre del 1997 | Spacewatch                                             |
| 24954 -                  | 1997 SL7               | 23 de setembre del 1997 | Spacewatch                                             |
| 24955 -                  | 1997 SK10              | 26 de setembre del 1997 | Beijing Schmidt CCD Asteroid Program                   |
| 24956 -                  | 1997 SN10              | 26 de setembre del 1997 | Beijing Schmidt CCD Asteroid Program                   |
| 24957 -                  | 1997 SF16              | 27 de setembre del 1997 | N. Kawasato                                            |
| 24958 -                  | 1997 SS31              | 28 de setembre del 1997 | F. B. Zoltowski                                        |
| 24959 -                  | 1997 TR                | 3 d'octubre del 1997    | A. Galád, A. Pravda                                    |
| 24960 -                  | 1997 TV17              | 6 d'octubre del 1997    | K. Endate, K. Watanabe                                 |
| 24961 -                  | 1997 TO24              | 8 d'octubre del 1997    | Beijing Schmidt CCD Asteroid Program                   |
| (24962) Kenjitoba        | 1997 UX8               | 27 d'octubre del 1997   | A. Nakamura                                            |
| 24963 -                  | 1997 UB11              | 26 d'octubre del 1997   | T. Urata                                               |
| 24964 -                  | 1997 UY20              | 27 d'octubre del 1997   | Beijing Schmidt CCD Asteroid Program                   |
| 24965 -                  | 1997 WC2               | 19 de novembre del 1997 | T. Okuni                                               |
| 24966 -                  | 1997 YB3               | 24 de desembre del 1997 | T. Kobayashi                                           |
| 24967 -                  | 1998 AX8               | 14 de gener del 1998    | L. Šarounová                                           |
| 24968 -                  | 1998 BY12              | 23 de gener del 1998    | LINEAR                                                 |
| (24969) Lucafini         | 1998 CD2               | 13 de febrer del 1998   | L. Tesi, A. Boattini                                   |
| 24970 -                  | 1998 FC12              | 25 de març del 1998     | NEAT                                                   |
| 24971 -                  | 1998 FG77              | 24 de març del 1998     | LINEAR                                                 |
| 24972 -                  | 1998 FC116             | 31 de març del 1998     | LINEAR                                                 |
| 24973 -                  | 1998 GD7               | 2 d'abril del 1998      | LINEAR                                                 |
| 24974 -                  | 1998 HG3               | 21 d'abril del 1998     | P. Kolény, L. Kornoš                                   |
| 24975 -                  | 1998 HO38              | 20 d'abril del 1998     | LINEAR                                                 |
| 24976 -                  | 1998 HE51              | 25 d'abril del 1998     | LONEOS                                                 |
| 24977 -                  | 1998 HE87              | 21 d'abril del 1998     | LINEAR                                                 |
| 24978 -                  | 1998 HJ151             | 28 d'abril del 1998     | J. X. Luu, C. A. Trujillo, D. J. Tholen, D. C. Jewitt  |
| 24979 -                  | 1998 JB2               | 1 de maig del 1998      | NEAT                                                   |
| 24980 -                  | 1998 KF2               | 22 de maig del 1998     | LINEAR                                                 |
| (24981) Shigekimurakami  | 1998 KB5               | 22 de maig del 1998     | A. Nakamura                                            |
| 24982 -                  | 1998 KB34              | 22 de maig del 1998     | LINEAR                                                 |
| 24983 -                  | 1998 KZ38              | 22 de maig del 1998     | LINEAR                                                 |
| 24984 -                  | 1998 KQ42              | 27 de maig del 1998     | LONEOS                                                 |
| 24985 -                  | 1998 KW45              | 22 de maig del 1998     | LINEAR                                                 |
| 24986 -                  | 1998 KS46              | 22 de maig del 1998     | LINEAR                                                 |
| 24987 -                  | 1998 KA65              | 22 de maig del 1998     | LINEAR                                                 |
| 24988 -                  | 1998 MM2               | 19 de juny del 1998     | ODAS                                                   |
| 24989 -                  | 1998 MG13              | 19 de juny del 1998     | LINEAR                                                 |
| 24990 -                  | 1998 MA26              | 24 de juny del 1998     | LINEAR                                                 |
| 24991 -                  | 1998 ML31              | 24 de juny del 1998     | LINEAR                                                 |
| 24992 -                  | 1998 MC32              | 24 de juny del 1998     | LINEAR                                                 |
| 24993 -                  | 1998 MC34              | 24 de juny del 1998     | LINEAR                                                 |
| 24994 -                  | 1998 MZ37              | 23 de juny del 1998     | LONEOS                                                 |
| 24995 -                  | 1998 OQ                | 20 de juliol del 1998   | ODAS                                                   |
| 24996 -                  | 1998 OD1               | 20 de juliol del 1998   | V. Goretti, L. Tesi                                    |
| 24997 -                  | 1998 OO3               | 23 de juliol del 1998   | ODAS                                                   |
| (24998) Hermite          | 1998 OQ4               | 28 de juliol del 1998   | P. G. Comba                                            |
| (24999) Hieronymus       | 1998 OY4               | 24 de juliol del 1998   | P. Pravec                                              |
| (25000) Astrometria      | 1998 OW5               | 28 de juliol del 1998   | P. G. Comba                                            |